# Pappmachédynastie Adt
Die Pappmachédynastie Adt war ein Familienunternehmen in der Gebrauchsgüterfabrikation, das in über 200 Jahren seit Mitte des 18. Jahrhunderts von kleinster manueller Fertigung zur Weltmarktführerschaft für Pappmachéprodukte gewachsen und durch die wechselvolle Geschichte und ruinöse Wirtschaftspolitik im Saargebiet in den Bankrott getrieben wurde. Mehrere Produktionsstätten in Deutschland und Frankreich sowie die Größe der Belegschaft von mehreren Tausend Mitarbeitern führten zur Gründung eigener Krankenhäuser, einer Sparkasse und einer Betriebskrankenkasse. Auf dem Höhepunkt des Erfolgs am Anfang des 20. Jahrhunderts gehörte das Unternehmen zu „einem der größten Arbeitgeber in der Saarregion“. Der Warenkatalog listete über 10.000 Produkte: von Knöpfen über Schnupftabakdosen bis hin zu Papphülsen für Granaten, Papier-Wagenräder und Isolationsmittel für Stromleitungen produzierte das Unternehmen nahezu alles, was aus Pappmaché hergestellt werden konnte. Es besaß etliche Patente und gilt als Erfinder des synthetischen Australits.
Im Stammwerk in Saarbrücken-Ensheim (▼) wurde bereits 1889 mit einem eigenen Kraftwerk die elektrische Stromversorgung – sowie für den ganzen Ort die Wasserversorgung – sichergestellt. Das Unternehmen besaß seit 1849 eine eigene Dampfmaschine und hatte eine Minderheitsbeteiligung an einer Straßenbahnlinie. Das Werk in Forbach (▼) überflügelte nach dem Deutsch-Französischen Krieg die Produktionsleistung in Ensheim und wurde bis 1918 der Firmensitz. In Forbach waren auch die Beiträge zur öffentlichen Wohlfahrt mit dem Bau von Arbeiterhäusern, einem Krankenhaus, Schulen, einer Konzerthalle, Gas-, Wasser- und Elektrizitätswerk und einem Arbeiterheim bedeutender als in Ensheim, obwohl auch dort die eigenen Interessen die Triebfeder der Fürsorge gewesen sein müssten. In der Zeit um 1900 trug die Firma Adt wesentlich zur jeweiligen Stadtentwicklung bei. Sowohl in Ensheim als auch in Forbach stellte die Familie eine Zeit lang den Bürgermeister.
Mit dem Niedergang der Firma Gebr. Adt nach dem Zweiten Weltkrieg erwuchs aus der Arbeiterschaft die Hager Group, die die innovativen Bereiche des alten Unternehmens fortführen konnte und immer noch unter anderem am alten Adt-Standort in Ensheim produziert, auch wenn der Firmensitz inzwischen ins 12 Kilometer entfernte Blieskastel verlagert wurde.
Zu den umfangreichen familiären Besitzungen gehörten zeitweise auch Energieversorgungsunternehmen und Ziegeleien.

## Wappen

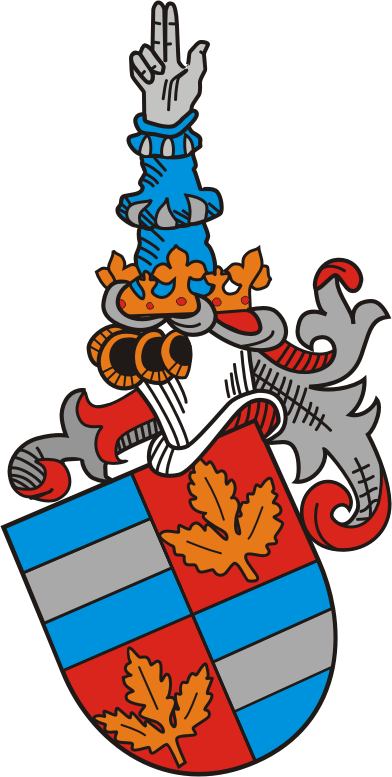
Familienwappen Adt

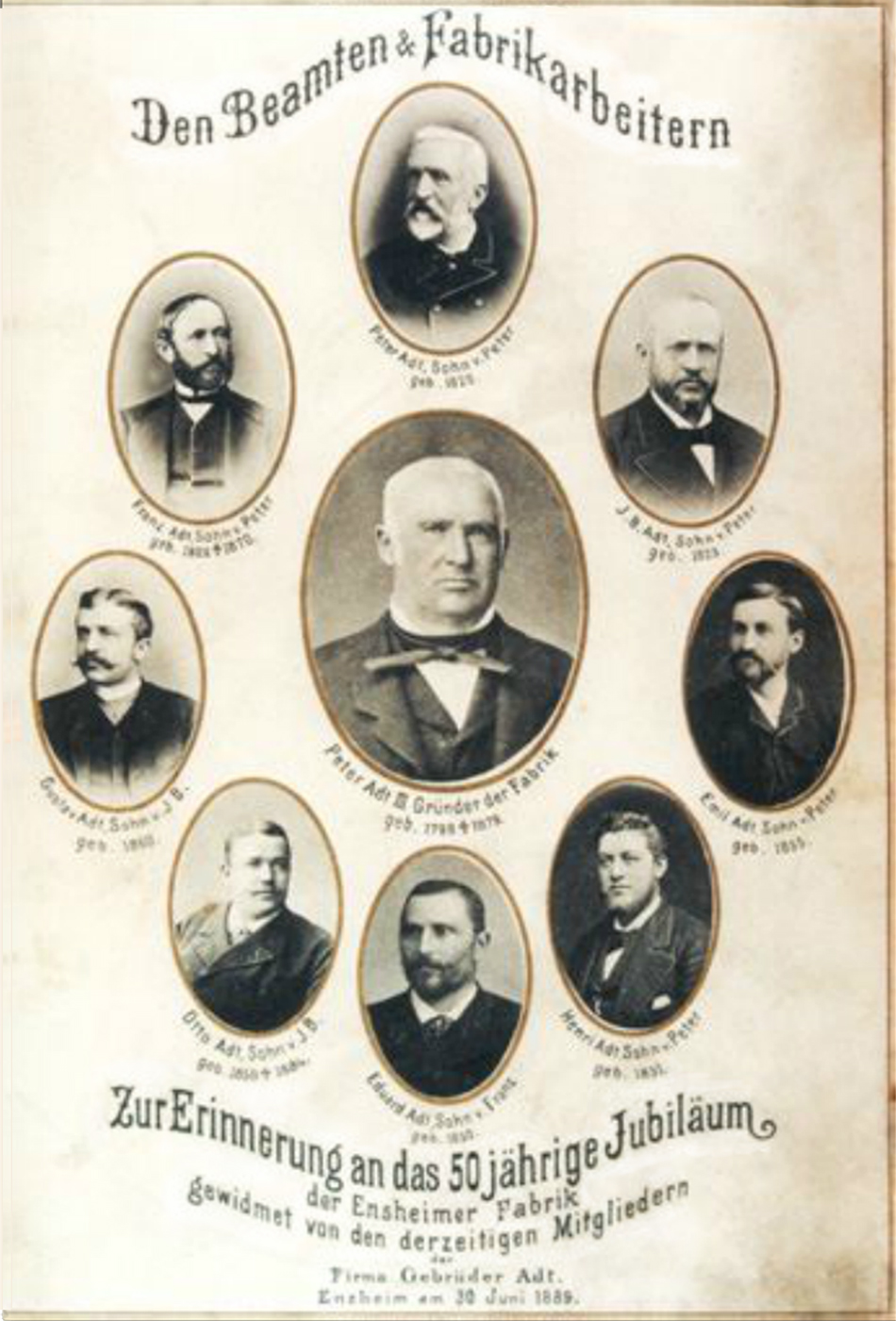
Memorialkarte zum 50-jährigen Firmenjubiläum der Familie Adt

Das Wappen stammt von vor 1850 und zeigt „von Blau und Rot geviert im ersten und vierten Quartier einen silbernen Balken, im zweiten und dritten Quartier einen dreiblättrigen, natürlichen, goldenen Nesselzweig. Auf dem gekrönten Spangelhelm mit rot-silbernen Decken ein hochwachsender, aufrechter Arm mit silbern-geschlitztem, blauem Ärmel und silberner Schwurhand.“ Das Wappen scheint durch seine große Ähnlichkeit, insbesondere dem zentralen, sogenannten Hildebrandthelm, vom Wappen des Grafen von Hanau inspiriert zu sein; möglicherweise sind beides Arbeiten von Adolf Matthias Hildebrandt. Der Sinnspruch lautet „Oh'ne Scheu, aber treu“.

## Geschichte
Firmengeschichte, insbesondere die von Familiendynastien, wird maßgeblich von den Familienmitgliedern geschrieben, die an der Entwicklung des Unternehmens beteiligt waren. Diese Personen stehen im Mittelpunkt. Die Familie Adt kann für sich die gleiche industrie-historische Bedeutung wie andere saarländische Unternehmerfamilien in Anspruch nehmen, zum Beispiel Stumm, Röchling und Boch oder die lothringische Familie de Wendel.

### Die Anfangsjahre
Es war wohl nicht nur reiner Zeitvertreib, was den Müllersohn Mathias Adt (* 23. April 1715) dazu veranlasste, seine hohen handwerklichen Fähigkeiten dazu zu nutzen, statt simpler Holz-Schnitzereien zweckmäßige Tabaksdosen herzustellen. Sein Vater Johann Michael Adt (* 1680), der frühest-bekannte Träger dieses Familiennamens, stammte von Frauenberg am Unterlauf der Blies. Der Zweitgeborene Mathias wurde durch die Heirat mit der Müllerstochter Anna Catharina Jung, deren Vater die Gassenmühle (▼) am Saarbach bewirtschaftete, zu dessen Nachfolger als Erbhof-Bauer. Die Gassenmühle – Gassen ist abgeleitet von Wadgassen – fungierte als Bannmühle des Klosters Wadgassen.
Zunächst schnitzte Mathias nebenher kleine Behältnisse, Reliefbilder und Skulpturen. Durch einen Klosterbruder (man vermutet, dass dies ein leiblicher Bruder von ihm war) wurde er auf Pappmachédosen aufmerksam gemacht, die dem Pariser Buchbinder Martin zugeschrieben wurden, der diese in Paris aber wohl nicht erfolgreich vermarkten konnte. Ab 1739 produzierte Mathias diese nachweislich für die Propstei des Klosters Wadgassen im nahen Ensheim. Abt Michael Stein (1697–1778), der 1743 bis 1778 dem Kloster Wadgassen vorstand, erkannte das Geschick des Mannes und die profane Geschäftsidee. Wegen Verhandlungen um einen Gebietstausch zwischen der Krone Frankreichs und dem Fürsten von Nassau-Saarbrücken war er nach Paris gereist und brachte Mathias weitere Dosen zur Nachahmung mit.

„Einsehend, daß die leichte Art und Weise der Anfertigung der Papierdose ihm bedeutend mehr Vortheile gewähren werde, als das viel schwierigere Schnitzen in Holz, warf sich Mathias Adt mit Eifer und Geschick auf diesen Zweig der Industrie, ohne jedoch das Holzdosenschnitzen ganz auf die Seite zu schieben, da die Holzdose auch in der Folge ihre Anhänger und Abnehmer behielt.“

Die Herstellung der Dosen erfolgte nicht mit einem Papierbrei, sondern mit geleimten Papierstreifen, die um einen massiven Holzklotz herum aufgetragen wurden. Der Holzklotz stellte den späteren Hohlraum der Dose dar und wurde nach dem Trocknen der Papierstreifen davon gelöst. Anschließend musste der Dosenrohling noch einem Härtungsprozess unterzogen werden: Er wurde mit Leinöl getränkt und dann bei kleiner bis mittlerer Hitze getrocknet. Nach dem Beseitigen von Unebenheiten trug man noch drei bis achtzehn Schichten Lack auf.
Die Dosen waren zunächst rund und schwarz lackiert. Im Laufe der Zeit kamen auch andere Formen und Farben hinzu, es wurde ein Scharnier für den Deckel ergänzt und dieser bemalt. Im Kloster nannte man diese Dosen Müllerdosen und veräußerte sie weiter; deren Käufer nannten sie Klosterdosen. Noch 1884, also 150 Jahre nach ihrer Erstproduktion, wurden sie so bezeichnet, auch wenn man sie inzwischen anders fertigte und schon längst kein Müller mehr seine Hand im Spiel hatte.
Der Absatz der Dosen florierte, sodass auch Mathias’ und Annas acht Söhne und später auch weitere Familien im Dorf mit der Herstellung beschäftigt waren. Besonders der Erstgeborene Johann Peter (1751–1808) tat sich in der Geschicklichkeit bei der Fertigung der Dosen hervor. Mit der zunehmenden Produktion wurde der Abt des Klosters besorgt um die vermehrte Konkurrenz. Er beschloss, in der Propstei eine eigene Werkstatt einzurichten, deren Leitung er Johann Peter anvertraute. Einer der Söhne Johann Peters, Peter Adt II. (1777–1849), hatte das Geschick seines Vaters geerbt und konnte mit der Herstellung der sogenannten Trophée-Dosen ein ansehnliches Vermögen zusammentragen. Diese Dosen zeigten in Gold- oder Silbergrund radierte Revolutions- und Kriegsszenen oder Porträts berühmter Zeitgenossen seiner Epoche.
Mit der Säkularisation des Klosters infolge der Französischen Revolution verlor die Ensheimer Kleinindustrie ihren Schirmherrn. Der Sturz des französischen Kaisers führte zu einer schweren Krise, die viele Dosenmacherfamilien veranlasste, aufzugeben oder sogar auszuwandern.

### Industrialisierung
Peter III. (1798–1879), Sohn von Peter II., gelang es, das seit der Revolution darniederliegende Kloster samt Werkstatt 1826 zu erwerben und für die Produktion herzurichten. Der noch erhaltene Mittelbau, das Herrenhaus, beherbergte die Wohnung der großen Familie, die Seitenflügel blieben Produktionsstätte.

Stammbaum der Pappmachédynastie Adt. Aufgeführt sind nur die Familienmitglieder, die im Artikel Erwähnung finden. Standorte:
Ensheim Forbach Pont-à-Mousson Jeandelaincourt

Das Jahr 1839 gilt als Gründungsdatum der Pappmachéfabrik Adt, genau 100 Jahre nach den Anfängen Peter III. Urgroßvater Mathias. Zu dieser Zeit beschäftigte das Unternehmen etwa 40 Mitarbeiter. Gleichzeitig schloss Peter III. mit seinen Söhnen Peter IV. (1820–1900), Franz (1822–1870) und Johann Baptist (1825–1916) einen Gesellschaftsvertrag zur Gründung der Firma Gebrüder Adt.
Mit der Einführung der Dampfkraft 1849 und dem effektiveren Transport zum nächsten, etwa 12 Kilometer weit entfernten Bahnhof in St. Ingbert mithilfe einer Lokomobile 1889 zeigte sich die Unternehmensführung sehr innovativ. Ein Jahr zuvor hatte Adt bei Carl Benz in Mannheim den Benz Patent-Motorwagen Nummer 1 gekauft und gilt damit als allererster Autokäufer.
Bereits 1860 waren Absatzmärkte und Handelsniederlassungen auf allen Kontinenten erschlossen. Die erfolgreichste Zeit war zwischen dem Deutsch-Französischen Krieg und dem Ersten Weltkrieg. Zum 50. Firmenjubiläum 1889 beschäftigte das Unternehmen über 2500 Arbeiter, die über sechs Millionen Artikel pro Jahr herstellten. Drei unterschiedliche Familienzweige führten die Werke in der Pfalz, in Lothringen und in Frankreich. Das alte Stammwerk in Ensheim stand unter der Leitung von Eduard Adt, dem 1910 die Ehrenbürgerrechte von Saarbrücken zuteilwurden. Angeschlossen waren die Papier- und Kartonfabrik Schwarzenacker und das E-Werk Bliesschweyen. Die Forbacher Gruppe in Lothringen unter der Leitung von Johann Baptist Adt und seinem Sohn Gustav umfasste die Fabrik in Forbach und die rohstoffliefernde Papier- und Kartonfabrik im nahen Marienau, heute Ortsteil von Forbach. Die für den französischen Markt installierte Fabrik in Pont-à-Mousson (▼) mit dem Papier- und Kartonwerk Blénod (▼) wurde von Emile Adt (Sohn von Peter Adt) geleitet.
Während Ensheim und Forbach nahezu das gleiche Sortiment führten, hatte man sich in Pont-à-Mousson ganz auf den französischen Markt ausgerichtet.

### Niedergang
Die Produkte der Firma Gebr. Adt hatten in der Sparte Elektrotechnik mit der Erfindung und Patentierung des Bakelits 1907 zunehmend Konkurrenz und wurden schließlich von ihm abgelöst.
Der Niedergang des Konzerns begann mit dem Ersten Weltkrieg. Die Gesellschaft kam nach dem Krieg unter französische Zwangsverwaltung, deshalb folgte 1919 eine vorübergehende Sitzverlegung nach Villingen, wo ein Teil der angeheirateten Familie herstammte, und 1920 ins hessische Wächtersbach (▼), wo die Kartonagen-Industrie Friedrich Christian GmbH übernommen werden konnte. Wegen der hohen Verluste aufgrund der Enteignungen fehlte der Firma das Kapital, um zu reinvestieren, und sie erreichte so nicht mehr die Stellung wie vor dem Ersten Weltkrieg. 1970/71 gab es mit dem Einstieg ins Bauträgergeschäft eine weitere Sitzverlegung nach Frankfurt am Main, außerdem wurde sie Alleingesellschafter der Allibert GmbH (Badezimmerausstattungen u. a.) und der Adt-Götze GmbH (Rollläden, Markisen). Mehrheitsaktionär war inzwischen die französische Sommer-Allibert S. A. 1985 kam ein Vergleich, der später wieder aufgehoben wurde, und das dafür ursächliche Bauträgergeschäft wurde abgestoßen.

Die Gründe für den wirtschaftlichen Abstieg sind vielfältig. Wie Hans Adt in seiner Autobiographie schreibt, liegen sie nach seiner Ansicht 

„vor allem in der Lage im Grenzgebiet zweier europäischer Nationen, die lange Zeit miteinander verfeindet waren. Von dem Verlust der Werke Forbach, Marienau und Bliesschweyen hat sich die Firma nie mehr ganz erholt; die vom Deutschen Reich gewährte Entschädigung machte nur einen geringen Bruchteil des Verlustes aus. Da auch die Familie Adt schwere Verluste durch die Ausweisung aus Elsaß-Lothringen hinnehmen mußte, war sie nicht in der Lage, eigenes Kapital in größerem Maße dem neuerworbenen Werk Wächtersbach zuzuführen. Auch die zweimalige Abtrennung des Saargebietes mit den Werken Ensheim und Schwarzenacker und die dadurch bedingten mehrmaligen Umstellungen der Bilanzen von Reichsmark in französische Franken wirkten sich nachteilig aus. Der Zweite Weltkrieg mit den großen Zerstörungen in den Werken Ensheim und Schwarzenacker traf uns nicht weniger hart als der erste. Der Zweigbetrieb Adt-Brothers in London, mit dem wir unseren Markt erweitern wollten, ging infolge des Kriegsausbruches verloren, noch bevor er einen Gewinn erbracht hatte. So war die Firma zu stark geschwächt, als dass während des wirtschaftlichen Aufbaus in der Bundesrepublik das Werk in Wächtersbach hätte frühzeitig modernisiert und rationalisiert und seine Produktionspalette verbreitert werden können.
Die Geschichte der Firma Gebr. Adt AG ist für mich das typische Geschick einer Grenzlandfirma.“

## Standorte
Neben dem Stammsitz in Saarbrücken-Ensheim gab es weitere Werke in Deutschland und in Frankreich. Dazu kamen noch private Besitzungen wie beispielsweise der im Juli 1918 von Gustav Adt erworbene Gutshof St. Germanshof auf deutscher Seite der Grenze nahe Wissembourg, den er bald darauf seiner im Februar 1917 mit Oskar Städtler verheirateten Tochter Carlotta übereignete.: S. 45

### Ensheim

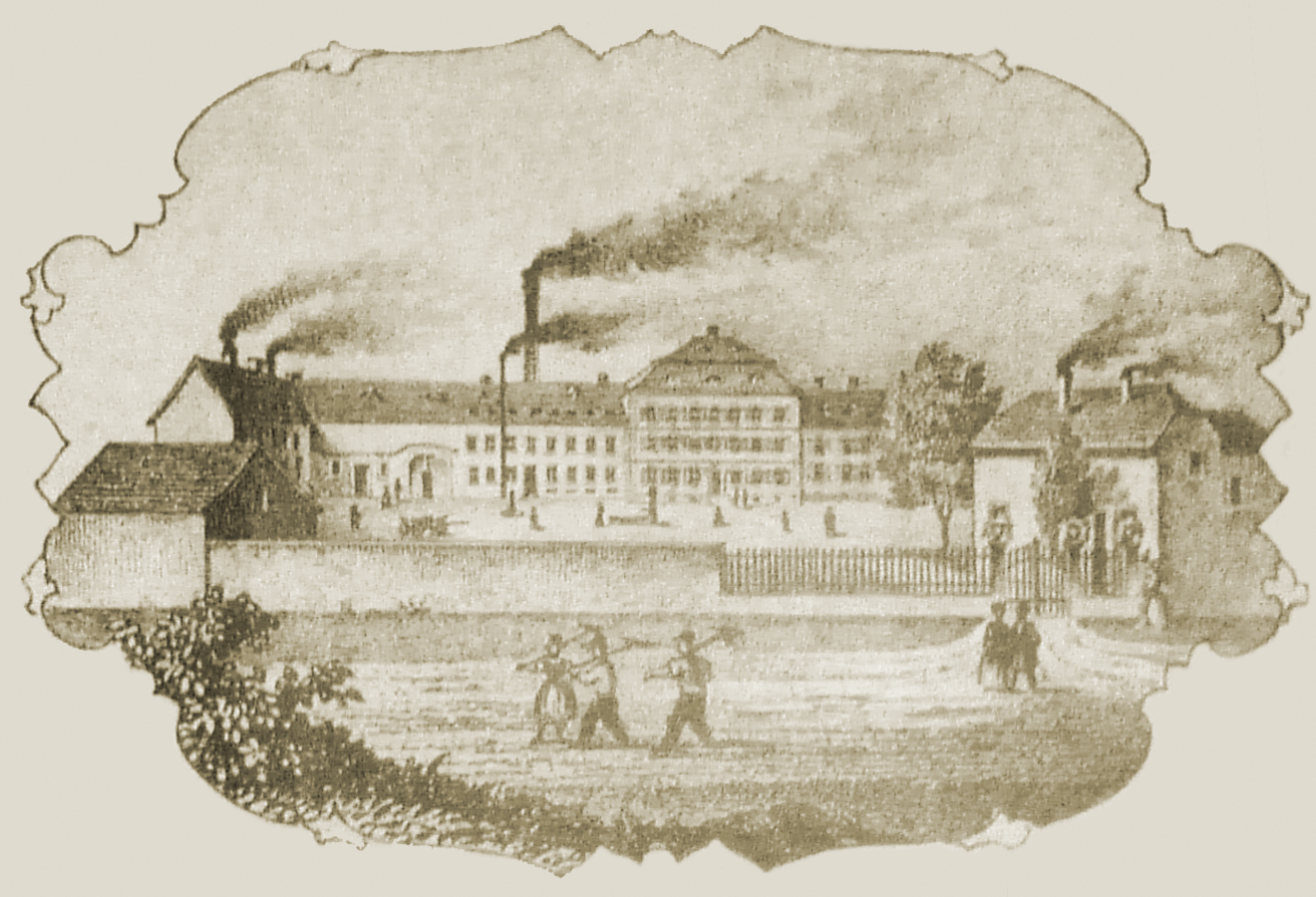
Zeitgenössische Darstellung des Stammwerks Ensheim 1839

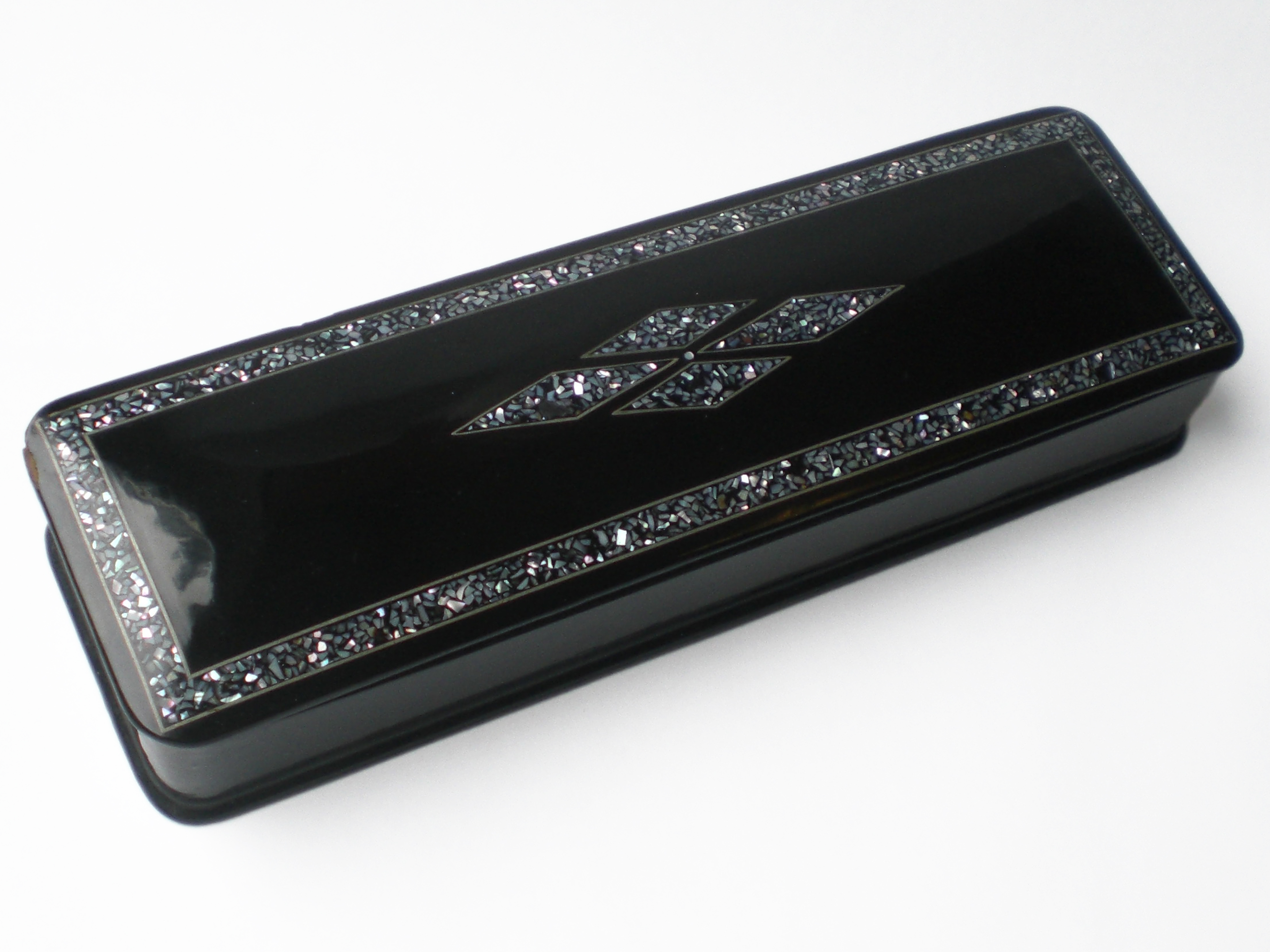
Handschuhkasten mit ornamentalen Einlegearbeiten, Privatsammlung Haubrichs

Das 1826 von Peter III. erworbene ehemalige Klostergebäude, auch Herrenhaus genannt, hatte mit seinen beiden Seitenflügeln eine Front von etwa 50 Metern Länge gen Osten. Ihm vorgelagert war ein etwa 25 Meter tiefer Hof, der nach Süden und Osten hin mit einer erst Mitte des 18. Jahrhunderts unter Frondienst errichteten Mauer zur Straße hin abschloss.: S. 280 ff. Im Norden war die Zufahrt zum Gelände und die ehemalige Klosterschänke. Mit diesem Erwerb legte Peter III. den Grundstein vom Handwerks- zum Industriebetrieb. 1871 wechselte der Firmensitz ins wirtschaftlich ertragreichere, jetzt deutsche Werk in Forbach.
Mit wachsender Produktivität wurden auch die Gebäude rings um den Hof erweitert. Auf einem Foto von 1886 ist bereits zu sehen, dass lediglich die Hauptzufahrt, die jetzt aus Praktikabilitätsgründen genau gegenüber dem Herrenhaus angeordnet war, die einzige unbebaute Fläche entlang der ehemaligen Klostermauer war. Der weitläufige Garten hinter dem Herrenhaus ist auch heute noch naturnah und zeigt keine gravierend-arrondierende Maßnahmen. Die Tabakdosenproduktion fand in Ensheim 1919/1920 ihr Ende, nachdem auch der zuletzt noch florierende türkische Schnupftabakmarkt und mit ihm der Tabakdosenabsatz eingebrochen war. Produktionsende war ferner für Servierbretter und die sogenannten Phantasieartikel – Nippes-Produkte für zuhause –, die im Werk Wächtersbach günstiger hergestellt werden konnten.
Mit der Gründung des Werkes in Forbach 1853 übernahm Peters Sohn Franz die Leitung von Ensheim. Ab 1860 war er Bürgermeister von Ensheim, ab 1863 Abgeordneter der Bayerischen Ständekammer in München, beides Ämter, die er bis zu seinem Tod 1870 ausübte.
Gründungen der Fam. Adt:
- 1850: Das Gaswerk der Firma Adt lieferte Gas ans Werk und einige angeschlossenen Wohnungen. Damit war auch Nachtarbeit möglich geworden. Ensheim war die erste mit Gasleitungen versehene Gemeinde in der damaligen Pfalz
- 1855: Eine Betriebskrankenkasse und 1871 eine Pensionskasse
- 1880: Eine Werkssparkasse. Ab 1918 wurde diese für 20 Jahre als Gemeindesparkasse geführt, anschließend übernahm die Kreissparkasse und ab 1975 die Stadtsparkasse die Bankgeschäfte[12]: S. 207
- 1889: Zur 50-Jahr-Feier wird für den ganzen Ort eine Wasserversorgung hergestellt
- 1891: Das „Peter-Franz-Otto-Spital“ wurde zu Ehren der bereits verstorbenen Firmenteilhaber zum 50. Jahrestag der Firmengründung gestiftet.[11]: S. 491 f. Es wurde „zum Wohl aller Ensheimer Bürger“ errichtet. In Ein- und Zweibettzimmern sowie zwei Krankensälen war Platz für 15 Kranke. Die Pflege erfolgte von Krankenschwestern des Mallersdorfer Ordens. In den über 80 Jahren ihres Bestands bis 1975 waren nacheinander fünf Ärzte im Krankenhaus präsent, die dort auch ihre eigene Praxis unterhalten konnten. 1959 wurde das Haus für 32,5 Millionen Frs. von der Gemeinde gekauft und anschließend renoviert. Mit dem Abzug der Mallendorfer Schwestern wurde die Anstalt 1975 geschlossen[12]: S. 61[13]
- 1894: Das 1889 begonnene Wasserkraftwerk Schweyen an der Blies versorgte zunächst die Produktionsbetriebe der Firma Adt mit Strom. Durch entsprechend große Auslegung konnte anschließend auch die ganze Gemeinde mit Strom versorgt werden[12]: S. 46

„Die Sozialeinrichtungen überschreiten bei weitem den Rahmen der Sozialgesetzgebung über Invaliden-, Alters- und Krankenversicherung. Die Firma Adt hat nicht das Gesetz vom 6. Juli 1884 abgewartet, das die Unfallversicherung schuf, sondern schon früher freiwillig ihr Personal versichert, indem sie hohe jährliche Prämien auswarf. Die Betrachtung der sozialen Einrichtungen zeigt, daß neben den Organisationen der Pflichtversicherung wie der Krankenkasse, Einrichtungen bestanden, die außergewöhnliche oder zusätzliche Hilfen gewährten, wie die Pensionskasse Adt, die Hilfskasse und die Adt-Schwarz-Stiftung. […] Eine Adt-Sparkasse veranlaßte die jungen Arbeiter zum zwangsweisen Sparen und gab allen die Möglichkeit, ihre Ersparnisse vorteilhaft anzulegen. Die Firma kümmerte sich auch um die Gesundheit der Arbeiterschaft durch Bademöglichkeit in der Fabrik, hatte ihr eigenes Krankenhaus und ermutigte den Bau von Eigenheimen. […] Schöne Feste, in deren Verlauf die Firma ihre alten Arbeiter ehrte, zeigten das schöne Einvernehmen zwischen Arbeiterschaft und der autoritären, aber väterlichen Führung“

Ab 1909 betrieb die Firma an der Franzstraße etwas unterhalb des bisherigen Werkes das sogenannte Rohrwerk, in dem die ersten kaltgezogenen, autogen geschweißten Stahlrohre hergestellt wurden. Dank dieser Produktionslinie konnte die Firma Adt vollisolierte Leerrohre an ihre Kunden ausliefern. Mit dieser Diversifizierung erhoffte man sich, den Rückgang des Dosenabsatzes zu kompensieren. Während des Ersten Weltkriegs stellte man auf kriegswichtige Produkte um. Auch danach waren die Auftraggeber der Rohre die Rüstungsindustrie sowie die aufkommende Flugzeug- und Automobilindustrie. Ferner wurden die Rohre für Fahrräder und Bettgestelle eingesetzt. Diese Umstellung erforderte einen besonderen Hochbau im Ortszentrum, der vor 1914 errichtete, sogenannte Hohe Bau. 1948 wurde aus diesem Betrieb wettbewerbsbedingt die Saarländische Rohrwerk GmbH. Sie trat aber wegen fehlender Produktionsstätte als reine Handelsgesellschaft auf, war dem französischen Syndikat Comptoir franco-belge des tubes angeschlossen und wirtschaftlich erfolgreich. Mit dem Saarstatut und dem Wiederanschluss an Deutschland 1959 verloren die zu zwei Drittel beteiligten Franzosen das Interesse an einer weiteren Zusammenarbeit. 1963 war die Firma Adt wieder alleiniger Besitzer des Rohrwerkes. Der Einbruch aufgrund massiven Preisverfalls kam mit der Umsetzung des EG-Fusionsvertrags. Kostengünstigere Produktion war an diesem Standort nicht möglich, sodass am 7. Dezember 1967 die Rohrproduktion in Ensheim geschlossen wurde.: S. 86 ff.
Von 1912 bis 1960 verkehrte zwischen Brebach und Ensheim eine 8,5 Kilometer lange, meterspurige Straßenbahnlinie, auf der für die Firma Adt auch Gütertransport stattfand. Dazu waren an beiden Endstellen – in Ensheim endete sie genau am Werkstor – Rangiergleise und Verladerampen gebaut worden.
Während des Ersten Weltkriegs erzielte Ensheim mit Rüstungsaufträgen die höchsten Gewinne aller deutschen Adt-Betriebe. Im Lieferprogramm gab es Stielhandgranaten, papierne Innenhülsen für Granaten wurden verstärkt hergestellt und wegen der immer prekäreren Rohstoffsituation unternahm man 1918 auch Versuche zur Herstellung von Helmen, Patronen und Satteltaschen aus gepresster Pappe. Unmittelbar nach dem Waffenstillstand hatten die Adts in Forbach und in Ensheim mit der Produktion für den Friedensbedarf begonnen, mussten aber weiterhin mit erheblichen Rohstoff- und Zubehörmangel kämpfen. Hinzu kam, dass aufgrund der französischen Besatzung nicht ins rechtsrheinische deutsche Gebiet geliefert werden durfte. Damit fehlte der größte Teil des bisherigen deutschen Absatzmarktes, zeitgleich musste infolge der Abtrennung des Saargebietes von Deutschland die Produktion auf die Bedürfnisse des französischen Marktes umgestellt werden. Außerdem verteuerten sich die Produktionskosten in Ensheim deutlich, weil der Strom nicht mehr von dem zuvor werkseigenen Elektrizitätswerk Bliesschweyen bezogen werden konnte, welches nach Kriegsende vom französischen Staat enteignet worden war.: S. 498 ff.
Nach der Rückgliederung des Saargebietes an Deutschland 1935 wurde die Ensheimer Produktpalette zunächst auf Isolierrohre, Stahlrohre und Stahlrohrmöbel für den deutschen Markt ausgerichtet. Jedoch zu Kriegsbeginn 1939 – sechs Jahre später – wurden sämtliche deutschen Adt-Betriebe wieder zurück auf Rüstungsbedarf umgestellt. Für das Ensheimer Werk, das jetzt mitten in den Westwall-Anlagen und daher in der sogenannten Roten Zone lag, bedeutete dies ab September 1939 das Aus. Die Maschinen wurden demontiert und auf Staatskosten zum Adt-Werk Wächtersbach überführt. Nach dem Waffenstillstand 1940 erging neue Anweisung, das Werk möglichst schnell wieder zu öffnen. Obwohl von Seiten der Werksleitung aus betriebswirtschaftlichen Gründen kein Interesse daran bestand, weil Ensheim zu weit abseits von allen regionalen Hauptverkehrswegen lag und spätere Verluste zu erwarten waren, widersetzte sie sich jedoch nicht den Anweisungen der Gauleitung. Das Adt-Werk Ensheim wurde nach dem Waffenstillstand mit Frankreich im Sommer 1940 erst Ende 1940, die Rohrfabrikation erst Anfang 1943 wieder geöffnet. Im Herbst 1944 wurde es durch Artilleriebeschuss zerstört, im März 1945 besetzten US-Truppen das Dorf und die Werksruinen.: S. 83 f.
Etwas oberhalb des Ortes, dort, wo sich seit 1937 das Flugfeld – heute der Flughafen Saarbrücken – befindet, war die von Franz Ludowici (1858–1926), Geheimer Kommerzienrat, Zweiter Vorsitzender der Pfälzischen Handelskammer, mitbegründete Falzziegelei Ludowici. Der Vater von Franz, Karl Friedrich Ludowici (1827–1881), hatte am 27. April 1854 Barbara Adt geheiratet, die dritte Tochter Peter III. 1861 wurde in Mundenheim bei Ludwigshafen und ab 1883 in Jockgrim ein neuer Standort gegründet, der unter dem Namen Ludowici Ziegelwerke noch heute zu den führenden Ziegelproduzenten Deutschlands gehört.

### Schwarzenacker

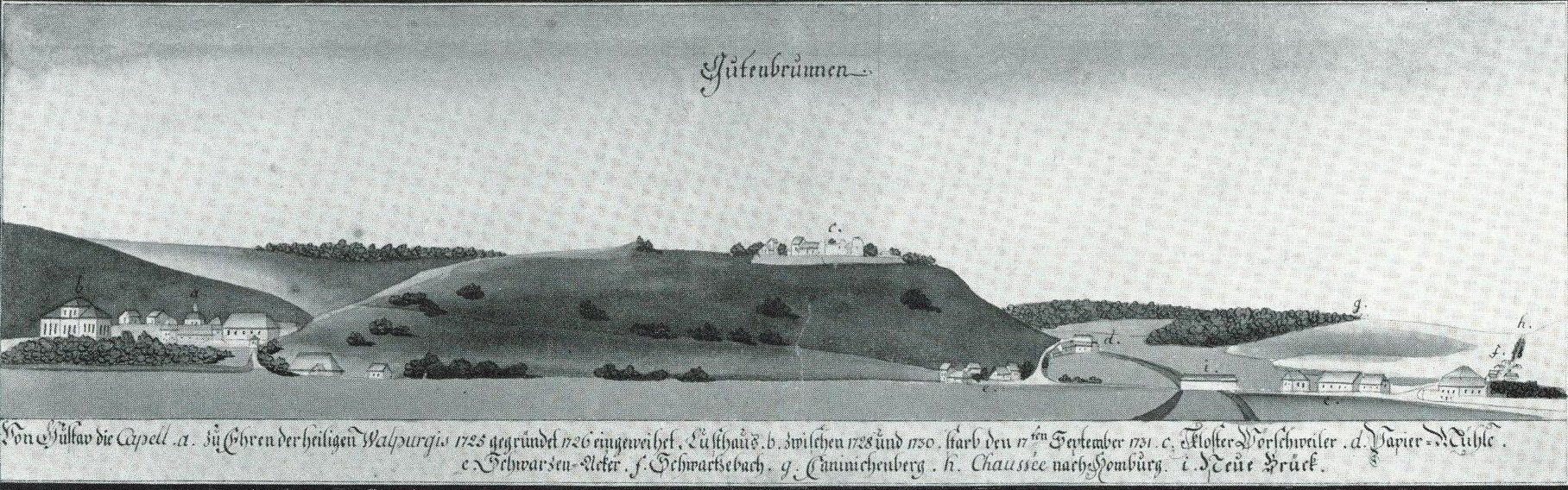
Schloss Gutenbrunnen (a, links) und die Papiermühle an der Blies (d) unterhalb von Kloster Wörschweiler (c)

Von 1867 an stellte die Papier- und Kartonfabrik Schwarzenacker Rohstoffe für die Hauptproduktion in Ensheim bereit. Dafür wurde 1854 von Georg Lilier die Papiermühle an der Blies (▼) erworben, die zuvor zu Schloss Gutenbrunnen gehört hatte. Unterstützt von Herzog Christian IV. aus dem Hause Pfalz-Zweibrücken waren dort Versuche zur eigenen Herstellung sowohl von Porzellan als auch von Pappmaché unternommen worden, die kläglich scheiterten.
Nach 1900 belieferte das Werk Schwarzenacker auch andere Firmen mit seinen Papierprodukten, vor allem die Schuhindustrie im Raum Hauenstein und Pirmasens. Ab 1920 wurde die Produktion auf den französischen Markt und nach 1935 wieder zurück auf den deutschen Markt umgestellt und lieferte dann erneut Papier und Pappe. 1944 wurde das Werk durch Luftangriffe schwer beschädigt und stillgelegt. Nach dem Zweiten Weltkrieg stand es zunächst unter Zwangsverwaltung durch den bisherigen Werksleiter Jakob Rommel. Dessen Nachfolger, Direktor Baumbach vom Röhrenwerk Homburg, verfügte über gute Verbindungen zum Wirtschaftsoffizier Langlait und konnte Rohmateriallieferungen und Kompensationsgeschäfte organisieren (Käse gegen Rohre). Weil nach dem Krieg das nötige Kapital zum Wiederaufbau des Werkes nicht vorhanden war, verkauften die Adts das Werk 1947/48 an die französische Stahl-Gruppe Comte de Berny.

### Großauheim
Als Intermezzo kann die kurze Geschichte des Werkes in Großauheim (▼) bei Hanau gelten. Im Frühjahr 1921 entschloss sich die Firmenleitung, die Liegenschaften der ehemaligen Spinnerei J. P. Bernang AG mit Sitz in Barmen-Rittershausen, vormals Hanauer Kunstseide-Fabrik AG zu erwerben. Die Firma war 1921 nach der Niederlage in einem Patentstreit gegen den Marktführer Vereinigte Glanzstoff-Fabriken (VGF) aus dem Markt geschieden.
Durch die Abtrennung des Saarlandes vom Deutschen Reich durften von Ensheim aus keine Isolierrohre (s. auch Bergmannrohr) mehr dorthin geliefert werden. So konnte das der Firma zustehende Kontingent im Isolierrohr-Verband nicht ausgeschöpft werden und es musste im Inland produziert werden, um die Marktanteile halten zu können. Die Firma steckte viel Geld in den Umbau in Großauheim. Es entstanden etwa 150 Arbeitsplätze, doch durch die Weltwirtschaftskrise gab es für das Jahresende 1930 schon erste Schließungspläne. Als sich die wirtschaftliche Lage dann besserte, konnte zunächst weiter produziert werden. Doch mit dem Anschluss des Saarlandes an Deutschland 1935 besaß die Firma Adt jetzt zwei Werke für Isolierrohre, die aus Rentabilitätsgründen zusammengelegt werden mussten. Die Folge war der Verkauf des Werkes Großauheim, der im Frühjahr 1936 erfolgte. Der Verkaufserlös konnte die Vorinvestitionen für die Inbetriebnahme nicht decken; die Unternehmung war mit einem hohen Verlust verbunden.: S. 75 f.

### Forbach

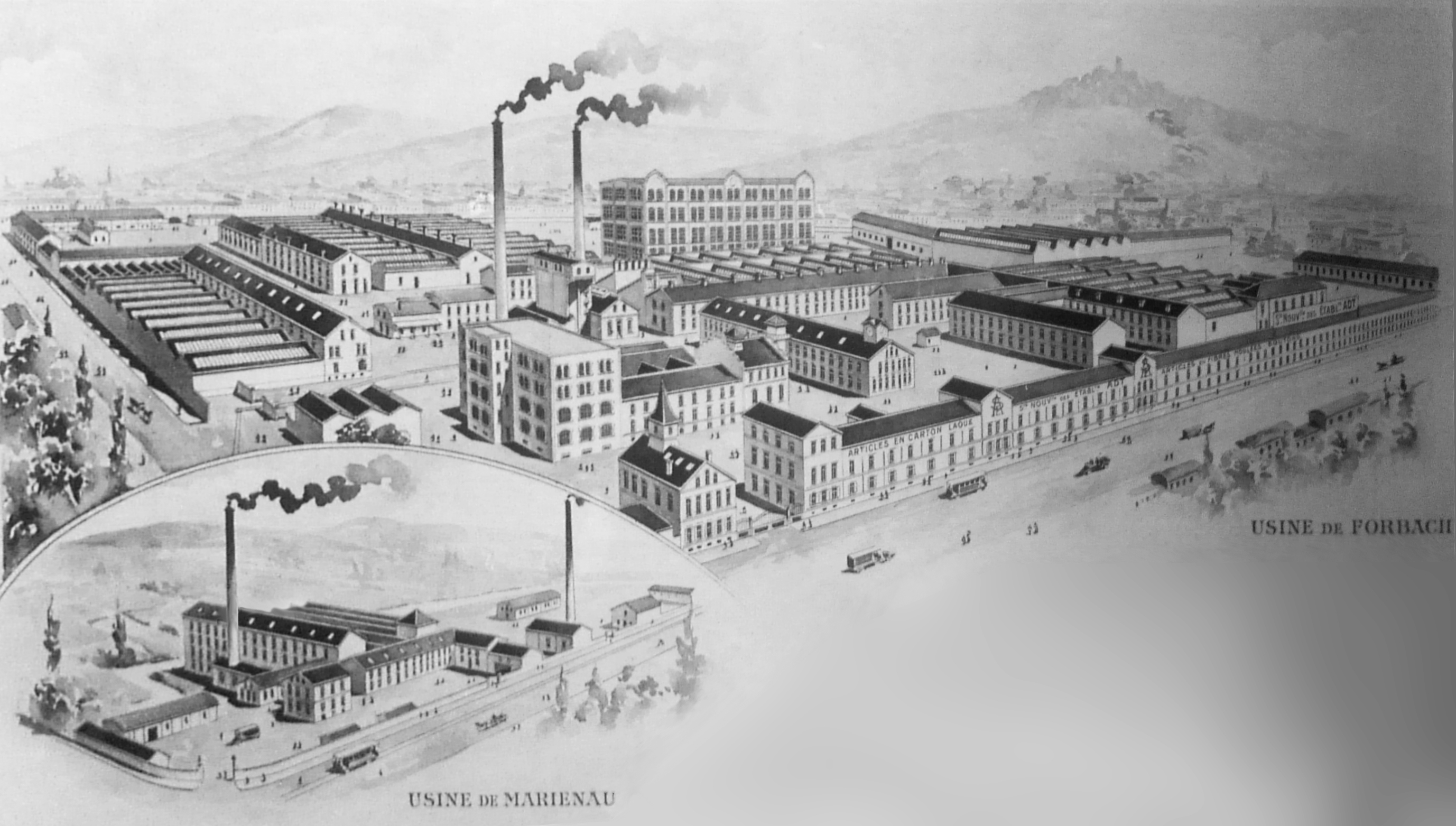
Adt-Fabrik in Forbach mit Schlossberg um 1900, Blickrichtung Süd

Peter III. Adt gründete 1844 in Forbach die Papierlackwarenfabrik Barth, Adt und Cie. Diese Firma legte er in die Hände seines Sohnes Johann Baptist (1825–1916). Die damals noch bescheiden-kleine Firma wurde 1847 nach Saargemünd verlegt, im Mai 1853 dann aber wieder zurück nach Forbach geholt, allerdings ohne den Anteilseigner Barth. Das Jahr 1853 wurde von der Familie Adt als das Gründungsjahr des Forbacher Werkes betrachtet. Der Grund für die Firmengründung war die durch den Zoll beschränkte Ausfuhrmöglichkeit deutscher Produkte ins Nachbarland Frankreich. Nach dem von Deutschland gewonnenen Krieg 1870/71 war dies obsolet geworden, weil Forbach jetzt zu Deutschland gehörte. Mit dem neuen Werk in Pont-à-Mousson, das unmittelbar hinter der neuen Grenze an der Mosel lag, fing man 1872 wieder von vorn an.

Forbacher Arbeiter mit Werkstücken um 1890

Unter Johann Baptists Sohn Gustav Adt (1860–1922) wurden ab 1886 am Schlossberg (Kappelberg) in Forbach umfangreiche Grabungsarbeiten durchgeführt. Dort sollte eine weitläufige, private Parkanlage gestaltet werden. Dabei wurden die gesamten Grundmauern der ehemaligen Burganlage freigelegt. Der Metzer Dombaumeister Paul Tornow als Bauleiter sowie der Historiker und Direktor des Forbacher Realgymnasiums, Professor Max Besler, unterstützten ihn dabei. Zutage kamen unter anderem die Grundmauern eines runden Festungsturms, auf die Gustav im neugotischen Stil einen 30 Meter hohen, achteckigen Aussichtsturm errichten ließ, genannt „Saareck“. Dieser Turm ist heute das Wahrzeichen Forbachs. Ihm wurde ein historisierender, neu errichteter „Rittersaal“ zur Seite gestellt, in dem für 30–35 Personen gesellschaftliche Feste stattfinden konnten. Dazu wurden die Honoratioren der Stadt eingeladen, wie beispielsweise der Kreisdirektor Karl von Gemmingen-Hornberg, der später Regierungspräsident in Metz wurde.: S. 144 f.
In den Jahren 1900/01 wurden auf Veranlassung von Gustav sowohl der Burghof als auch am Ende der Schloßbergstraße das Forsthaus errichtet. Der 1906 fertiggestellte Burghof, auf dem auch in beschränktem Maße Landwirtschaft betrieben wurde, war der Wohnsitz eines Teils der Familie. Das Forsthaus lang an dem nördlichen der beiden Eingänge des weitläufigen, befriedeten Schlossbergareals und war als Wohngebäude des „Försters“ bestimmt, der für die Pflege der Parkanlagen zuständig war. Wie auch andere Bauten zu jener Zeit wurden Burghof und Forsthaus im neugotischen Stil erbaut. Nach der Vertreibung der Familie Adt aus Frankreich 1919 fielen die Gebäude zunächst an den französischen Staat. Nach einem Brand im September 1985 wurde der Burghof teilweise umgebaut und steht heute großzügig restauriert als repräsentatives Veranstaltungs- und Tagungszentrum der Stadt Forbach zur Verfügung. Im Forsthaus ist ein privates Unternehmen untergebracht. Beide Gebäude sind in gutem baulichen Zustand.
Gustav Jakob Adt wurde 1904 zum Geheimen Kommerzienrat ernannt. Vier Jahre später wurde er Mitglied der Handelskammer in Metz und ab 1912 war im Vorstand des Zentralverbands der deutschen Industrie und vertrat dort das Saarland und Lothringen, sowie Vorsitzender des Vereins zur Wahrung der gemeinsamen Interessen der ostlothringischen Industrie.

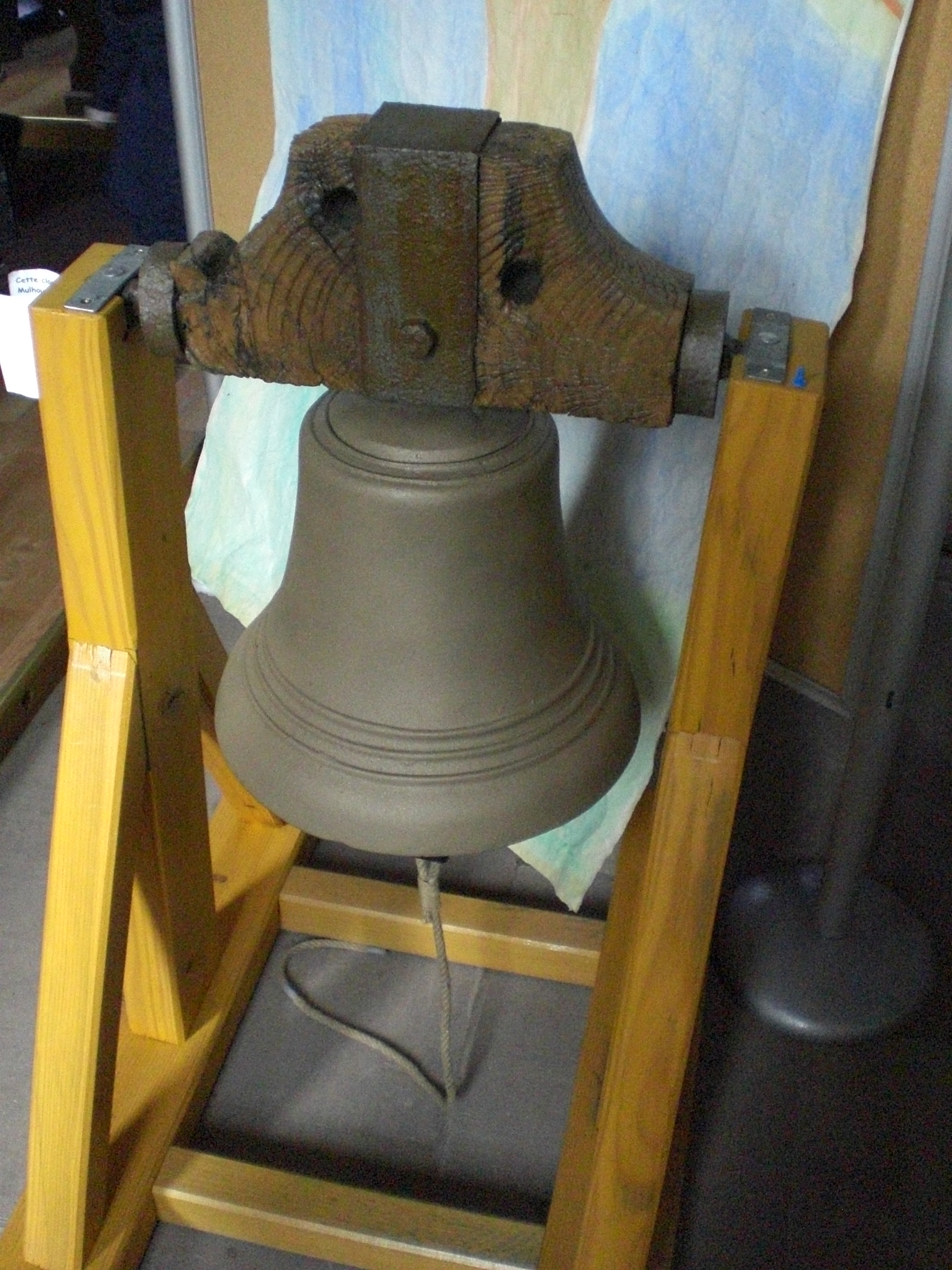
Werksglocke des Forbacher Werks, heute in der Protestantisch-lutherischen Pfarrkirche Forbach aufgestellt.

Unabhängig vom stetigen Ausbau des Werksgeländes bis 1918, zu dem immer weitere Grundstücke erworben wurden, engagierte sich die Familie Adt auch bei der Stadtentwicklung und gab dem heutigen Stadtzentrum Forbachs wesentliche Grundzüge vor. Die Sozialeinrichtungen, infrastrukturellen Bauten und Wohnbauten (Krankenhaus, Schulen, Konzerthalle, Gaswerk, Wasserwerk und Elektrizitätswerk, Arbeiterheim, Werkshäuser) waren in erster Linie auf das Gedeihen und die Zufriedenheit der Fabrik und ihrer Produktivkräfte ausgerichtet, indirekt trugen diese Leistungen erheblich zur rapiden Entwicklung der Stadt bei. Die persönliche Zufriedenheit der einzelnen Arbeiter war für die Werksleitung aber offensichtlich nebensächlich. Die durch ständige Vergrößerung des Werks latenten lokalen Wohnungsprobleme der Arbeiterschaft wurden von der Firma Adt weder innerbetrieblich noch im Rahmen ihrer politischen Möglichkeiten in Angriff genommen und das, obwohl Gustav Jakob Adt noch 1913 nüchtern feststellte, dass die Wohnverhältnisse für Arbeiter in Forbach weiterhin eine Zumutung seien. Gleichzeitig schloss er den Vertrag über den eine Million Mark teuren zweijährigen Umbau seiner Villa ab. Die gesamte Firmenleitung stand sozialpolitischen oder gar gewerkschaftlichen Bestrebungen extrem ablehnend gegenüber. Erst während des Ersten Weltkriegs gelang es den Gewerkschaften und der lokalen SPD allmählich, Mitglieder in der 1400-Personen-Belegschaft des Forbacher Adt-Werks zu gewinnen. Trotzdem genoss die Unternehmerfamilie in der Bevölkerung großen Rückhalt.
Zu dieser Zeit gehörten zu den weit-diversifizierten Besitzungen des französischen und lothringer Adt-Zweiges:
- Société anonyme des Établissements Adt, Paris
- Gebrüder Adt-AG, Forbach
- Lothringer Portlandcementwerke, Straßburg
- La Houve Kohlenbergwerk, Creutzwald
- Forbacher Bank, Forbach
- Tetinger Falzziegel- und Verblendsteinwerke, Forbach
- Vereinigte Lothringische Licht- und Wasserwerke, Forbach
- Aktienbrauerei Saint-Avold
- Elsaß-Lothringer Sprengstoff-Aktiengesellschaft, Busendorf
- Metzer Terraingesellschaft, Metz

Außerdem besaß die Familie auch privat mehrere Gebäude, Ländereien und Grundstücke. Dazu zählten das Wohnhaus „Château Adt“, die Gebäude auf dem Schlossberg mit dem Gut Burghof, dem Forsthaus, den Wohnhäusern Adteck und Villa Wilhelma sowie der Ziegelei in Tetingen (Téting-sur-Nied) (▼) mit Ländereien. Der Wert all dieser Liegenschaften stand mit 3,5 Millionen Goldmark zu Buche. Ferner besaß man in der im Februar 1918 gegründeten Adt-Karcher Familiengüter-Gesellschaft mbH: S. 209 f. etwa 850 ha Ländereien mit weiteren Anwesen: Buchwald bei Bolchen mit dem Jagdhaus Kobenbusch, Feywald bei Rémilly und den Clementinenhof bei Rémilly mit einem Wert von knapp 2,5 Millionen Goldmark.: S. 212
Nach dem verlorenen Ersten Weltkrieg wurden die deutschen Adts enteignet und des Landes verwiesen. Sämtliche Gesellschaften fielen an den Staat. Der Grund für diese harsche Vorgehensweise ist auch in persönlichen Animositäten einer Kleinstadt zu suchen. Der neu bestellte, stockkonservative Bürgermeister Leon Couturier und sein Adjutant Adam hätten Spielraum in der Politik gegenüber dieser hochgestellten und allgemein beliebten Familie gehabt. Couturiers patriotische, deutsch-feindliche Einstellung ist verwunderlich, stammte seine Familie doch aus dem nur 40 Kilometer entfernten Neunkirchen und lebte erst seit zwei Generationen im grenznahen Teil Lothringens. Couturier, der als Besitzer einer Thonwaren-Fabrik genau gegenüber dem Adt'schen Betriebsgelände an der Nationalstraße gelegen – heute N 3 – und in direkter Konkurrenz zum Tetinger Ziegelwerk der Adts stand, hatte zuvor schon über viele Jahre das Anschlussgleis zwischen dem nahen Forbacher Bahnhof zum Werksgelände der Gebr. Adt verhindert. Beide Betriebe standen von der Betriebsgröße gerechnet im Arrondissement Forbach nach den Forbacher Kohlegruben in Stiring-Wendel an zweiter (Adt) und dritter Stelle (Couturier).

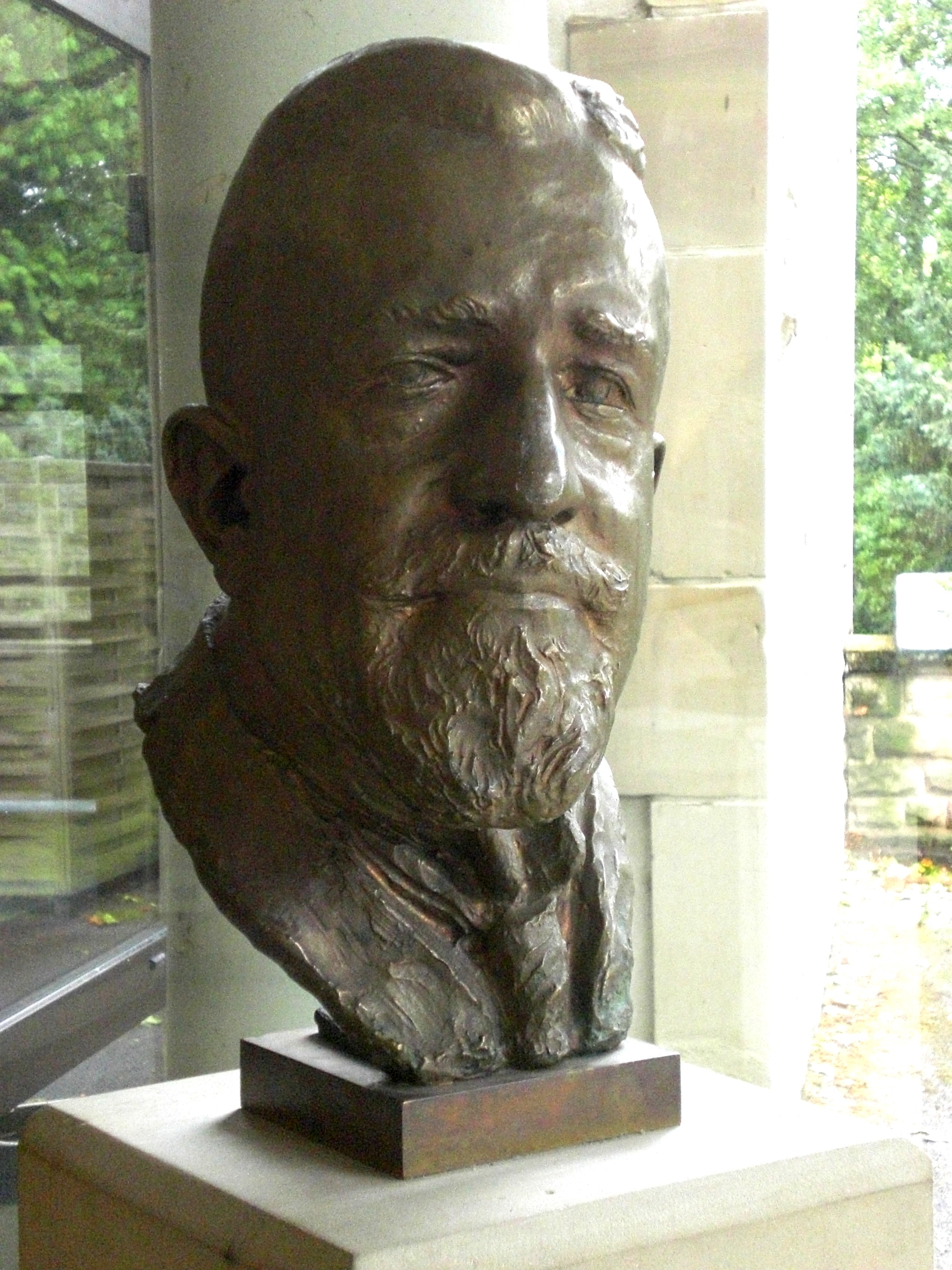
Gustav Adt. Die Statue befindet sich jetzt im städtischen Kongresszentrum Burghof

Bis zuletzt hatte Gustav Adt darauf vertraut, als Mitglied des Gemeinderates, Stifter des Maria-Magdalenen-Krankenhauses, als allgemeiner Wohltäter der Stadt Forbach und nicht zuletzt seine gute Reputation in der Bürgerschaft von einem solchen Schicksalsschlag verschont zu bleiben. Die Ausweisung der Familie Adt und einiger führender deutscher Angestellter aus Frankreich kam daher für ihn aus heiterem Himmel. Diese konnte unter massiver Unterstützung der Belegschaft, die befürchtete, durch die Ausweisung ihrer Chefs langfristig ihre Arbeit zu verlieren, vom 21. Januar auf den 30. April 1919 verschoben werden. In der Zwischenzeit gelang es Gustav Adt, sämtliche Geldvermögen und Aktienbesitzungen zu retten. Die Immobilien und Maschinen fielen an den französischen Staat.
Die Betriebsstätten gingen zu einem „ganz niedrigen Preis“: S. 56 an die neu gegründete „Société Nouvelle des Établissements Adt (AES)“, die auch die Betriebsführung übernahm. Versuche, gegen die hohe Ähnlichkeit des Namens zu klagen, scheiterten wegen der rechtlich schwachen Stellung nach dem soeben für Deutschland verlorengegangenen Krieg. Weil das Werk in Forbach keine Kriegsbeschädigungen aufwies, konnte die Produktion weitergehen, doch die Pappmachégefäße und die anderen sogenannten Phantasie-Artikel fanden wegen geändertem Verbrauchergeschmack keine Abnehmer mehr, sodass sich die Produktion auf Servierbretter beschränkte, der Umsatz ging entsprechend zurück.
Das repräsentative, dreistöckige Gebäude an der Rue Sainte-Croix, das umgangssprachlich „Château Adt“ genannt wurde, war bereits vor 1854 von der Forst- und Landwirtschaftsschule Forbach errichtet worden. Ab 1867 wohnte die Familie darin. Nach dem Zweiten Weltkrieg wurde es von der Familie de Wendel gekauft und später mit seinen An- und Nebenbauten zum Krankenhaus Sainte-Barbe der Hospitalor-Gruppe umgebaut. Seit 2008 zog der Krankenhausbetrieb in das benachbarte Hochhaus um. Das ehemalige Adt-Gebäude wird seitdem als Materiallager benutzt oder steht leer.
Nach der erneuten Besetzung Frankreichs und dem Waffenstillstand von Compiègne (1940) verlangte die deutsche Verwaltung die Wiederaneignung des Betriebes. Die Gebr. Adt lehnten dies aber mit der Begründung ab, dass es vom Deutschen Staat nach dem Ersten Weltkrieg keine Entschädigung gegeben habe und sie jetzt nicht bereit wären, dort zu investieren. Lediglich Formen und Spezialwerkzeuge wurden für die Zeit des Krieges nach Wächtersbach verbracht und nach 1945 wieder zurückgeliefert. Insgesamt beziffert sich der Verlust der Forbacher Werke mit mehr als 12,6 Millionen Goldmark, von denen lediglich knapp 2 Millionen Goldmark in Form von Reichsschuldbucheinträgen der Reichsschuldenverwaltung liquidiert wurden. Die Adt-Stiftung mit ihren 18 Siedler-Wohnhäusern verlor einschließlich französischem Bankguthaben 221.000 Goldmark, von denen 1100 Goldmark und 1925 nochmals 14.900 Reichsmark als Entschädigung flossen. Für den Privatbesitz wurden zirka 200.000 Goldmark und noch einmal 200.000 Mark als Reichsschuldverschreibung gutgeschrieben.: S. 213 Damit standen die französischen Werke nicht mehr unter der Verantwortung der Familie Adt.

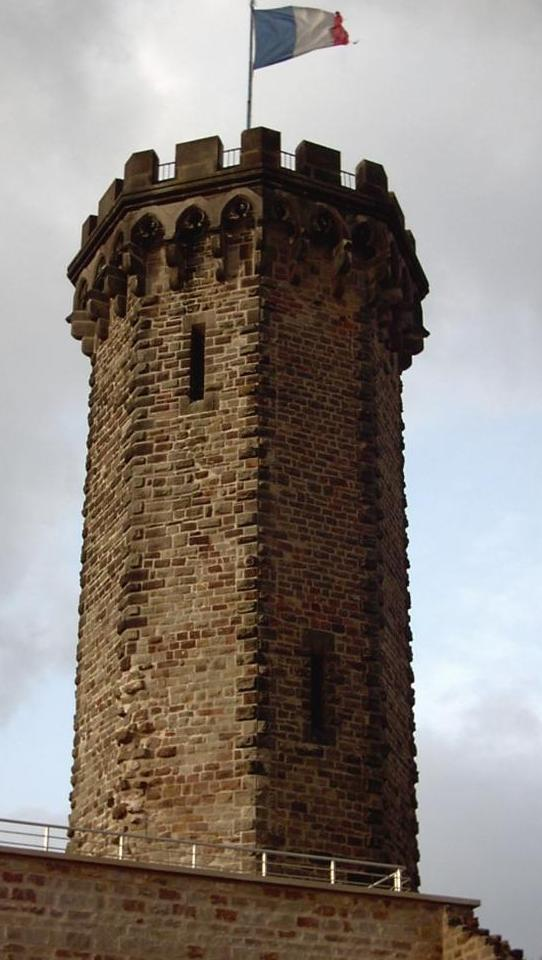
„Saareck“
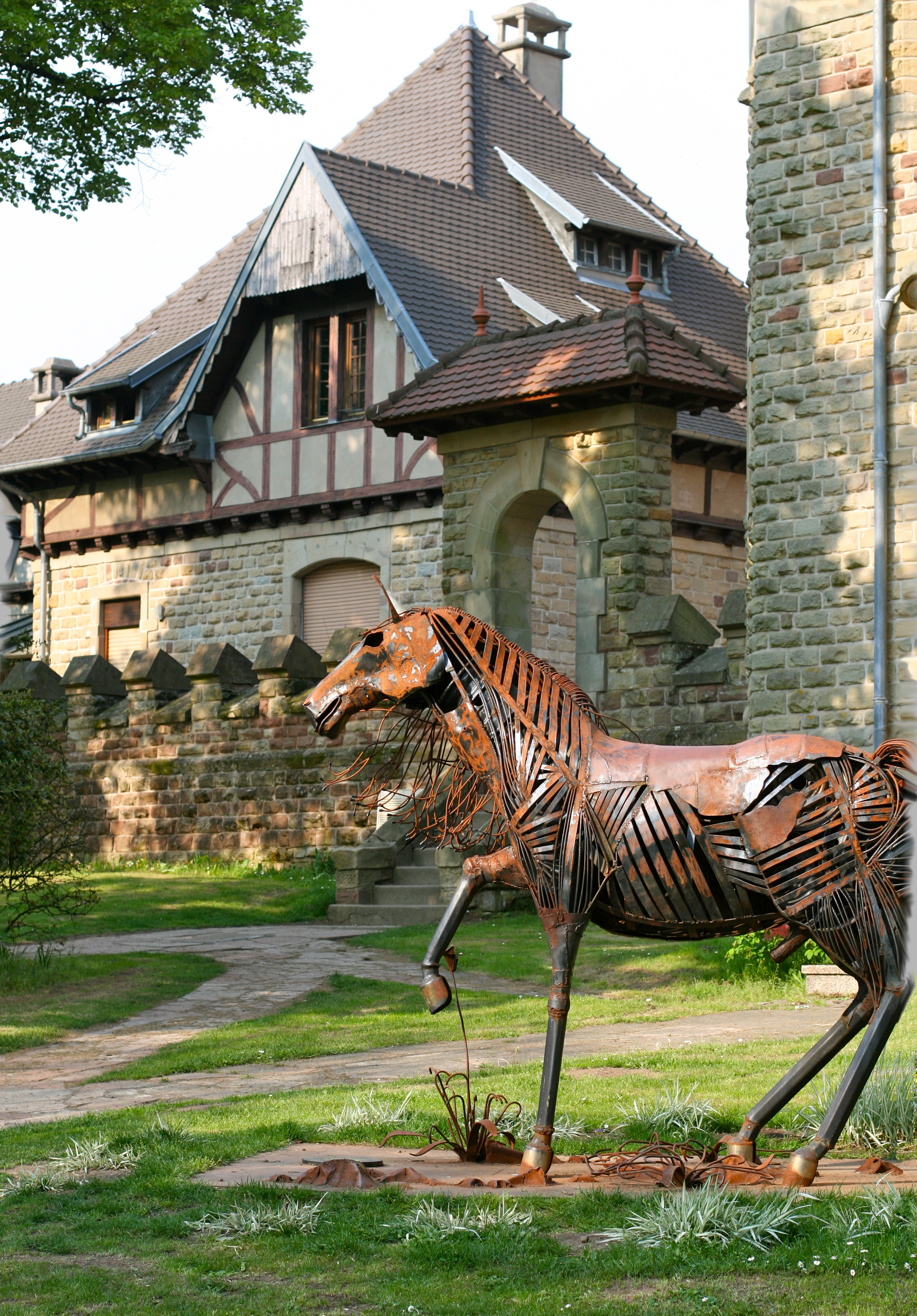
Burghof Forbach 2011
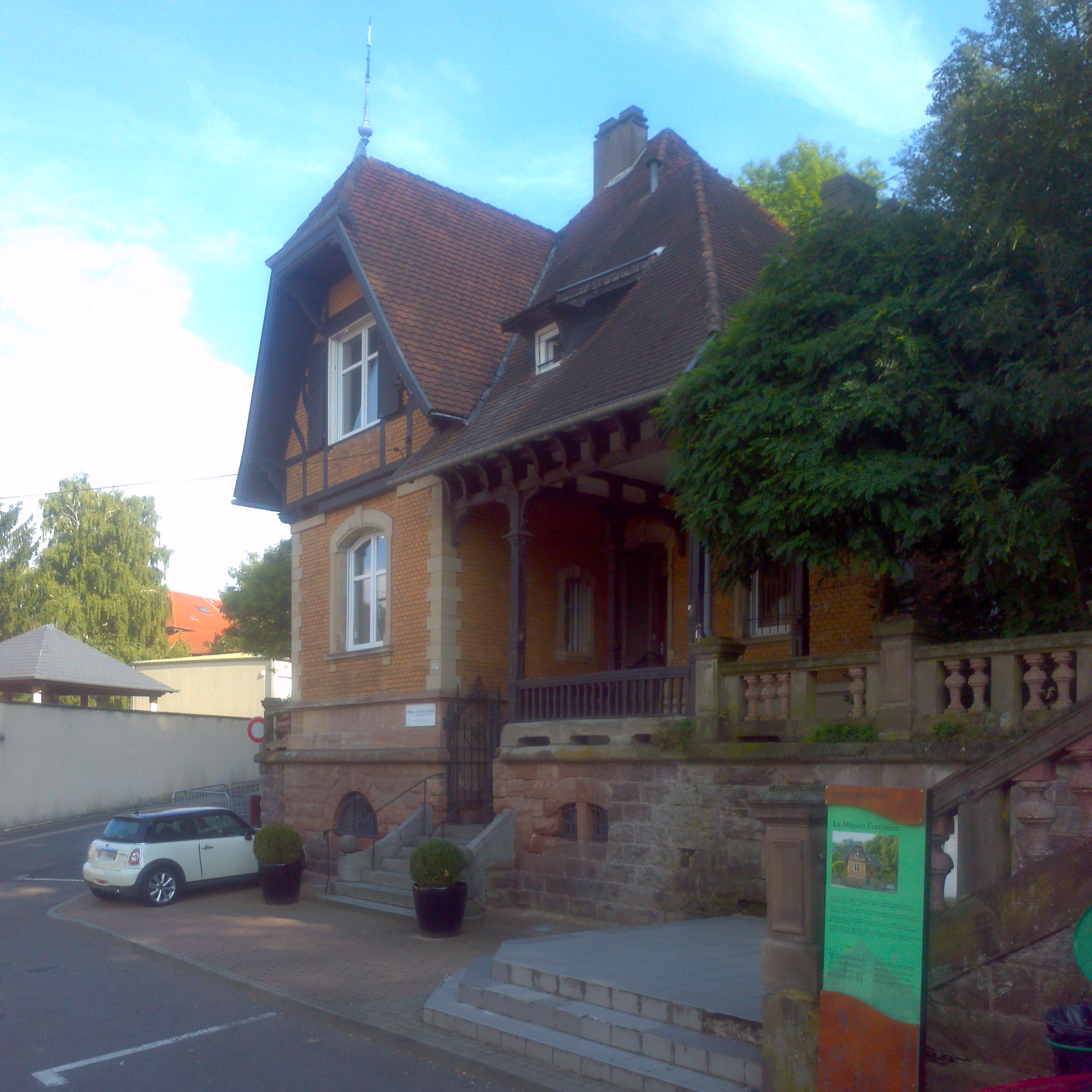
Forsthaus am Fuße des Schlossbergs
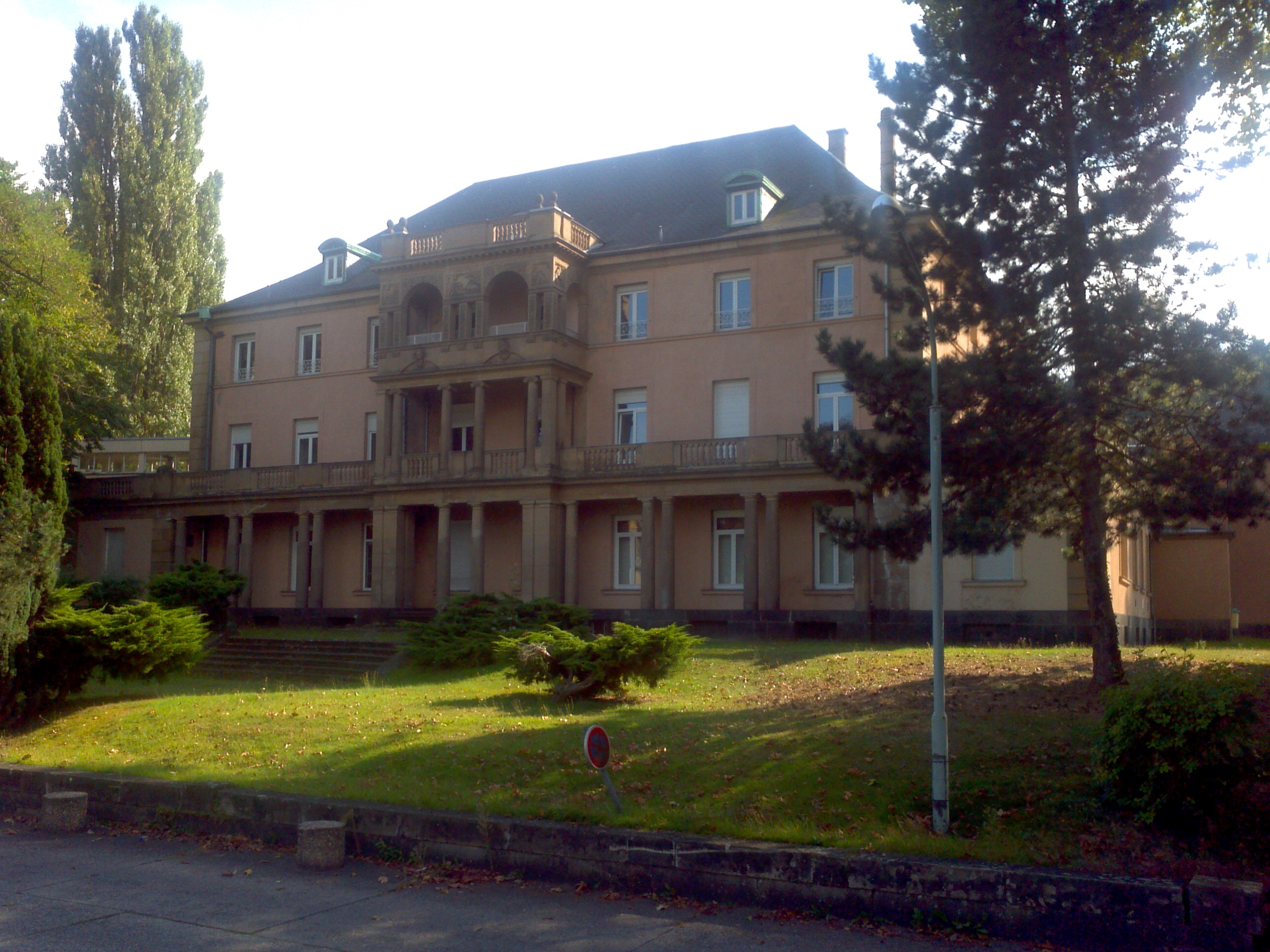
Château Adt 2012

In der zweiten Hälfte der 1950er Jahre zeichnete sich das Ende der Produktion in Forbach ab, da keine wirtschaftliche Arbeitsweise mehr möglich war. Ende Juli 1960 schloss die AES den letzten Betrieb und verkaufte ihre gesamten Liegenschaften. Die meisten Gebäude wurden im Laufe der Zeit abgerissen, ein Umwandlungsprozess dieses Filetstücks in der Innenstadt Forbachs konnte mit dem Ende des ersten Jahrzehnts des neuen Jahrhunderts beendet werden. Heute befinden sich dort mehrere Wohnkomplexe, ein Einkaufszentrum und ein Hotel der Ibis-Gruppe. An Gebäuden aus der Zeit vor 1918 stehen noch die denkmalgeschützte ehemalige Knopffabrik und die einstige Werkskantine, die im Ersten Weltkrieg als Feldlazarett diente, heute aber als privates Wohnhaus innen und außen vollständig verändert wurde. Ein weiteres mehrstöckiges Adt-Gebäude wurde nur wenig umgebaut, renoviert und enthält ebenfalls Wohnungen.
Die Gestalt und Bebauung der einstigen Kaiser-Wilhelm-Allee in Forbach lassen die Bedeutung und den Wohlstand im Kaiserreich ermessen. Repräsentative Geschäftshäuser zeugen vom Wohlstand dieser Epoche. Außerdem konnten die Adts die Einrichtung einer deutschen Garnison in Forbach (zunächst das Lothringische Train-Bataillon Nummer 16, ab Oktober 1912 das 2. Rheinisches Train-Bataillon Nr. 21) initiieren, deren Bauwerke nicht unerheblich das Gesicht der Stadt beeinflussten und teilweise noch heute, wenn auch in anderer Funktion, genutzt werden.
Das Werk in Marienau war während des Zweiten Weltkriegs dem Erdboden gleichgemacht worden.: S. 57

### Pont-à-Mousson und Blénod

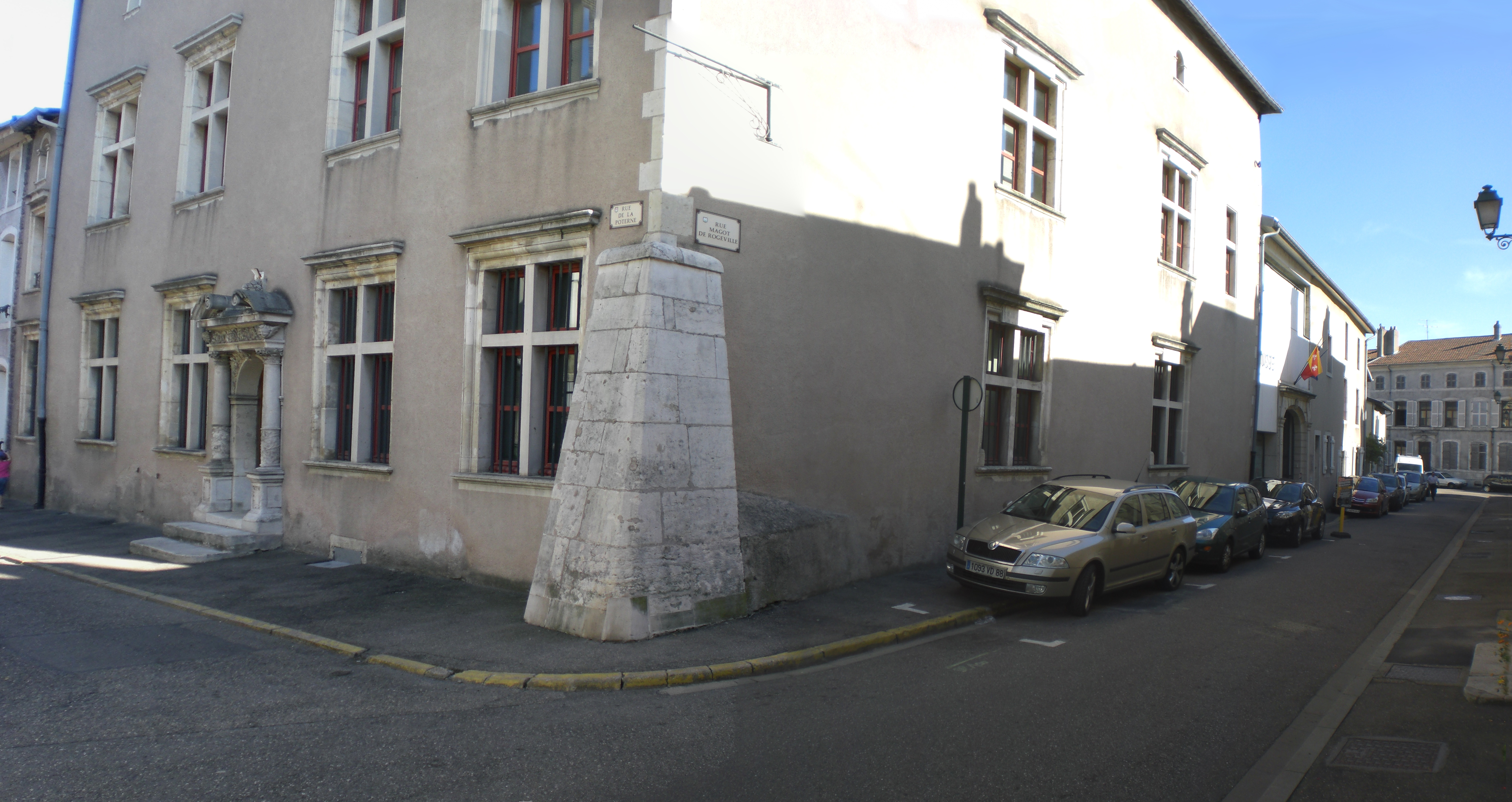
Papiermuseum Pont-à-Mousson mit einer großen Sammlung von Adt-Exponaten

Das neu gegründete Adt-Werk in Pont-à-Mousson stand unter der Leitung von Peter IV., der sich nach seiner Einbürgerung nach Frankreich Pierre nannte und wegen seiner guten französischen Kontakte für diese Aufgabe prädestiniert war. Die Produktion in dem vierstöckigen Bau am linksseitigen Moselufer unterhalb der damals einzigen Brücke wurde im letzten Quartal 1872 aufgenommen. Zeitgleich mit dem Hauptwerk in Pont-à-Mousson lief im wenig südlich der Stadt gelegenen Blénod der Zulieferbetrieb für die Rohstoffproduktion für das Hauptwerk an. 1888 kamen ergänzend zum Werksbau in Blénod zehn firmeneigene Arbeiterwohnungen hinzu. Um den Produktionsbeginn reibungslos zu gestalten, arbeitete Pierre Adt mit erfahrenen Arbeitern aus Forbach, die gleichzeitig die neuen Mitarbeiter in Pont-à-Mousson und Blénod anlernten.
Der Start war erfolgreich, die Produkte waren begehrt und der Umsatz stieg rasch an, auch, da sich der expandierende französische Markt durch die Errichtung weiterer französischer Kolonien ständig vergrößerte. Schon bald wurden in Pont-à-Mousson alle in Ensheim und Forbach produzierten Waren hergestellt. Ab 1877 stellte man in Pont-à-Mousson außerdem, wie zuvor schon in Forbach, Spulen für Spinnmaschinen her, die vor allem an britische Webereien gingen. Auch die im Ensheimer und Forbacher Werk so erfolgreich hergestellten Isolierrohre und andere Artikel für die Elektroindustrie wurden nach der Jahrhundertwende in Pont-à-Mousson produziert. Zu Beginn des Ersten Weltkriegs 1914 waren rund 800 Personen in beiden französischen Werken beschäftigt.
Seit 1914 stand die französische Werksgruppe wegen der deutschen Besitzanteile unter Zwangsverwaltung, die von den deutschen Adts kontrollierte Firmenleitung blieb jedoch bestehen. Die deutschen Anteile wurden nicht liquidiert, lediglich gingen die Gewinne aus diesen Anteilen nun an den französischen Staat. Gustav Adt erreichte wie im Falle der Forbacher Vermögen, dass die Aktien und das persönliche Bankkonto von Cécile Adt, der kinderlosen Witwe seines Neffen Émile (1855–1906), aus der Sequestrierung entlassen wurden, indem er sich zu ihrem Verwaltungsbevollmächtigten einsetzen ließ. Er verhinderte zugleich auch, dass die Besitzanteile der französischen Adts an den deutschen Werken in Forbach und Ensheim vom deutschen Staat liquidiert wurden, indem er den deutschen Behörden erklärte, dass diese Liquidierung aller Voraussicht nach die bisher nicht erfolgte französische Liquidierung der deutschen Anteile in Pont-à-Mousson nach sich ziehen würde. Er argumentierte, dass der dann zu erwartende wirtschaftliche Schaden für die deutschen Adts und deren Rückforderung an den deutschen Staat größer sein würde als der Nutzen des deutschen Staates aus der Liquidierung der französischen Anteile. Damit verhinderte er zunächst die Entstehung unerwünschter Konkurrenz im Falle völliger Trennung der Unternehmensgruppen.
Doch endgültig konnte diese Trennung nicht verhindert werden. Am 17. Mai 1918 wurde die Zwangsverwaltung der Anteile von Cécile Adt aufgehoben: S. 26 und die Geschäftsauflösung sowohl der Werke Pont-à-Mousson/Blénod als auch der unter Zwangssequesterverwaltung stehenden Werke Forbach/Marienau vollzogen. Endgültig ging der Besitz damit in fremde Hände über.
Während des Zweiten Weltkrieges wurden die Betriebe in Pont-à-Mousson und Blénod größtenteils zerstört. Nach der Schließung des Werkes in Forbach im Juli 1960 legte die AES die noch rentablen Produktlinien in Pont-à-Mousson zusammen. Hier wurden noch bis 1967 Isolierrohre für den französischen Markt hergestellt.

### Jeandelaincourt

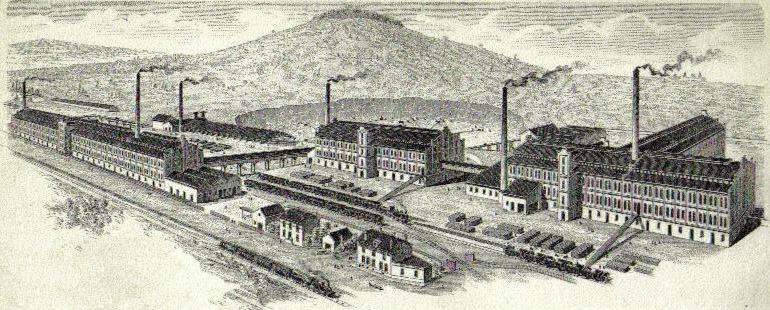
Ziegelfabrik Jeandelaincourt, Blickrichtung Südwest

Am 16. September 1893 diversifizierte und gründete die Adt-Familie, die zu dieser Zeit in Lothringen ein Vermögen erworben hatte, die Société Anonyme des Tuileries Jeandelaincourt zur Herstellung von Fliesen und Ziegeln. Peter Adt IV. erkannte in dem Dorf Jeandelaincourt (▼) die außergewöhnliche Qualität der dort anstehenden Tone und entschloss sich, analog der familiären Vorbilder von Franz Ludowici in Ensheim und der Adt'schen Tetinger Falzziegel- und Verblendsteinwerke in Tetingen mit Sitz in Forbach, gleichfalls sein Glück zu versuchen. Das Werksgelände lag unmittelbar an der 1882 eingeweihten Bahnstrecke Pompey–Nomeny, ein rationeller Warenverkehr war also sichergestellt. Die Hochbauten wurden mehrfach erweitert: 1897, 1902, 1908, 1909, 1912 und 1926. Ab 1931 wurde ausschließlich auf Dachziegelherstellung umgestellt; diese stellten zuvor nur ein Nebenprodukt dar. Im Zweiten Weltkrieg wurden sämtliche sieben Schornsteine aus strategischen Gründen auf Veranlassung der Werksleitung gesprengt, damit das Werk kein exponiertes Angriffsziel bot. Im Kriegsverlauf wurden einige Gebäude beschädigt.
Trotzdem erholte sich dieser Standort nach dem Krieg so weit, dass er im Jahr 1962 mit der Tagesproduktion von 60.000 Ziegeln bei 360 Mitarbeitern die Höchstleistung des Werks erreichte. Adt hat im Laufe der Jahre viele Patente eingereicht und zahlreiche Auszeichnungen gewonnen. In den 1960er Jahren warb man in Anzeigen für die nachgewiesene Belastbarkeit der in Jeandelaincourt produzierten Dachziegel. Darin hieß es: „Nichts zu machen – das ist eine Jeandelaincourt – Die Ziegel, die standhält. Belastbar bis 375 kg. Gutachten Nr. 1373 vom 21. Oktober 1959 des Technischen Zentrums für Ziegel und Backsteine – Société des Tuileries de Jeandelaincourt“ (aus dem Französischen übersetzt). 1967, nach dem Tod von Louis Adt, dem von der Belegschaft hochverehrten „Directeur paternaliste“, wurde Guy Adt sein Nachfolger. Guy baute eine neue Fabrik, die ultra-modern war, weniger Arbeitskräfte benötigte und die Rentabilität verbessern sollte. Aber die Qualität der Produkte brach ein und die Reputation des Unternehmens litt zusehends.
Das Werk wurde 1969 durch einen Großbrand nahezu dem Boden gleichgemacht. Danach fand keine Produktion mehr statt; die endgültige Schließung erfolgte im Jahr 1980. 1985 wurde das gesamte Gelände eingeebnet; heute befindet sich dort ein anderer Produktionsbetrieb. Die ehemalige Tongrube wurde in der Zwischenzeit als Deponie für Industrieabfälle gebraucht und konnte nicht weiter ausgebeutet werden.

## Produkte
Das Grundprodukt der Familie Adt, die Pappdose, bot sich geradezu an, verändert zu werden. Entsprechend vielfältig wurden im Laufe der Zeit die Variationsmöglichkeiten ausgeschöpft, deren Vielfalt als einzigartig gilt. Dass das Sortiment dann aber noch auf andere Branchen erweiterte, war zum einen dem Zeitgeschmack, zum anderen der Not geschuldet, kriegsbedingt nicht mehr die angestammten Produkte herstellen zu können.
Bereits seit 1869 lief die automatisierte Produktion von Knöpfen an, die erste Produktionslinie mit Serienfertigung in der Papierlackwarenindustrie. Acht Jahre später begann die Fertigung von Spindeln für die aufblühende britische Webindustrie. Die Herstellung „klassischer“ Gebrauchsgegenstände wie Tabaksdosen und Phantasie-Artikel lief an allen drei Standorten bis zum Ersten Weltkrieg. Ein Großteil der Arbeiterschaft war mit dem Verzieren der Fabrikate beschäftigt: Es wurde mit der Hand auf die Gegenstände gezeichnet, Farblithografien wurden aufgetragen und per Siebdruck Mehrfarbdrucke angefertigt. Die Sujets waren genauso vielfältig: man bediente sich der fernöstlichen Stilisierung, die gerade hochaktuell war, ferner verwendete man Pflanzen- und Tiermotive, Gold- und Silberdekore, Legierungen und Einlegearbeiten aus Perlmutt, Elfenbein, Schildpatt und Horn. Allein die Tabaksdose gab es in 1100 verschiedenen Ausfertigungen. Zum Sortiment gehörten ferner 370 Artikel für Raucher, 180 verschiedene Federkästen für Schüler, 300 Teller- und Untertassenmuster für die Haushälterin, 290 Toilettenartikel, 330 Büroartikel und 270 Artikel für die Wohnungsgestaltung wie beispielsweise Kommoden, Wandborde und Ziertische. Auch unterschiedliche Branchen konnten bedient werden. So gab es allein für Optiker und ihre Kunden 80 verschieden ausgeführte Brillenetuis. Ferner gab es Artikel für die Musikindustrie, Chirurgiebedarf, Photoartikel, Uhrengehäuse und Karosserieteile für den stark wachsenden Fahrzeugbau.
Rüstungsaufträge verschafften der Firma nicht nur gute Renditen, sondern sie animierten die Entwicklungsabteilung zu Experimenten: Für mobile Quarantänestationen wurden transportable Fertigbauteile entworfen, die von der Kaiserlichen Armee erfolgreich eingesetzt wurden. Letztlich führten diese neuen Artikel zu neuen Produktionszweigen und Branchen. Behälter aus lackiertem Pressspan wurden bis in den Fernen Osten geliefert, was die Gründung weiterer Handelsniederlassungen zur Folge hatte.
In den zehn Jahren nach 1890 hatten die Gebr. Adt als Heereslieferant ein Monopol für Papp-Patronenhülsen. Dies endete, weil die Militärverwaltung den Ensheimer Standort für strategisch zu gefährlich hielt und sechs andere Firmen, die weiter von der Französischen Grenze entfernt lagen, mit der Produktion beauftragte.
Nach dem Tod von Franz Adt 1870 wurde sein Sohn Eduard Franz Adt, der studierter Elektrotechniker war, sein Nachfolger. Der nach der Jahrhundertwende galoppierend ansteigende Einsatz von Strom wurde unter seiner Leitung zu einem florierenden Geschäftszweig. Hergestellt wurde vor allem Isoliermaterial aus „Adit“ und „Australit“, einem gedrehten und mit Bleiband umwickelten, isolierenden Papier, aber auch Schalter und andere elektrische Zubehörteile. Besonderes Aufsehen erregte die Firma Gebr. Adt auf der Industrie- und Gewerbeausstellung Düsseldorf 1902 für isolierende Gegenstände elektrischer Bauteile wie Schutzkappen, Schalter und Schaltkästen. Neu vorgestellt wurden neben „Adit“ auch Materialien wie „Lackit“, und „Amit“, auf die Patentanmeldungen vorlagen.
Durch die guten Erfahrungen, die im Bereich der elektrotechnischen Produktion gesammelt worden waren, ging man ab 1909 auch zur Produktion von Isolierrohren im eigenen Röhrenwerk über. Dazu kamen noch vor dem Ersten Weltkrieg komplette elektrische Anlagen und Lampen. Die Isolierrohre wurden an allen drei Standorten gefertigt und sollten für die sich später trennenden Firmen das letztwährende Produkt sein.

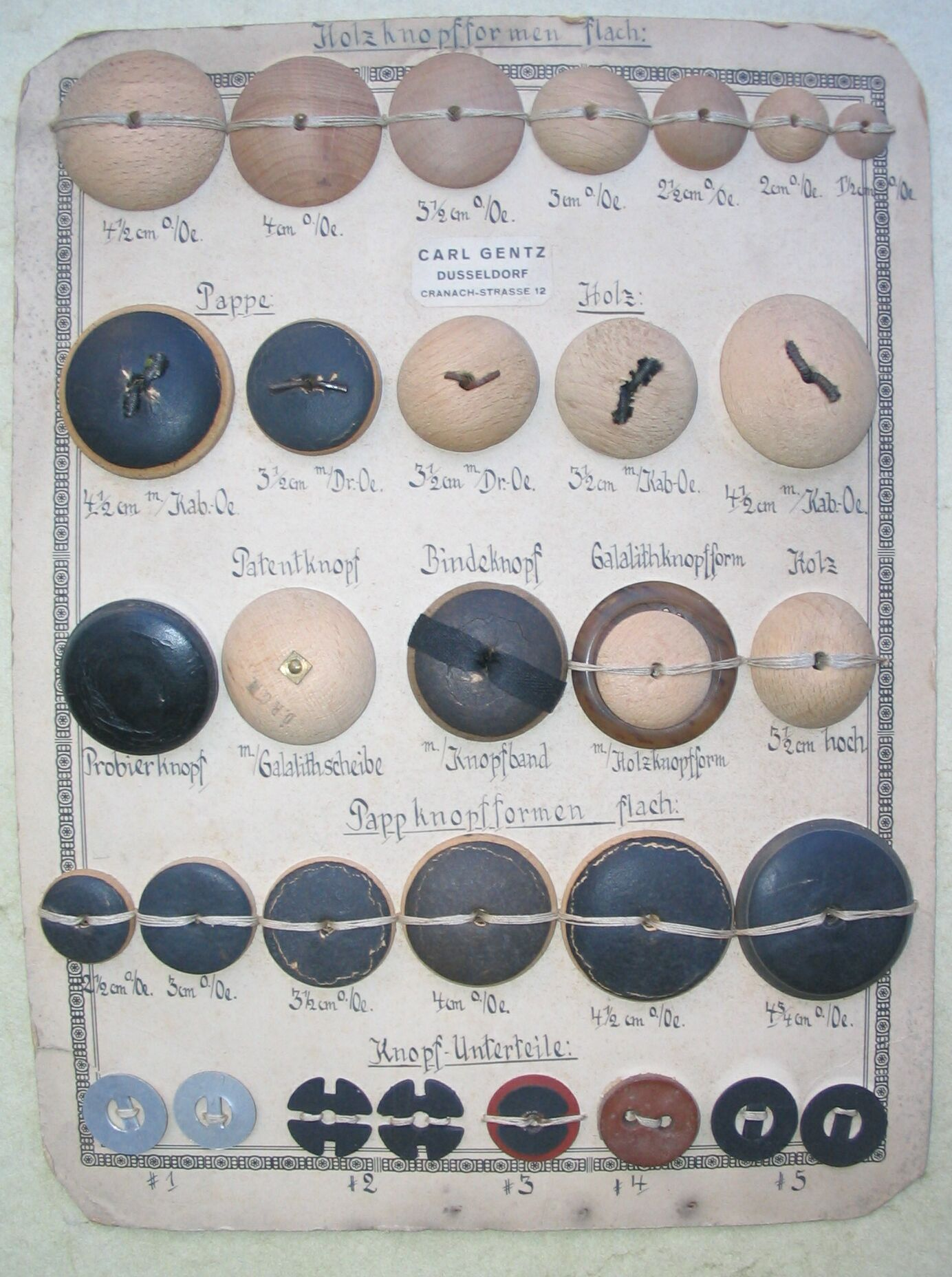
Holz- und Pappknöpfe auf einer Musterkarte (Mitte 20. Jahrhundert)
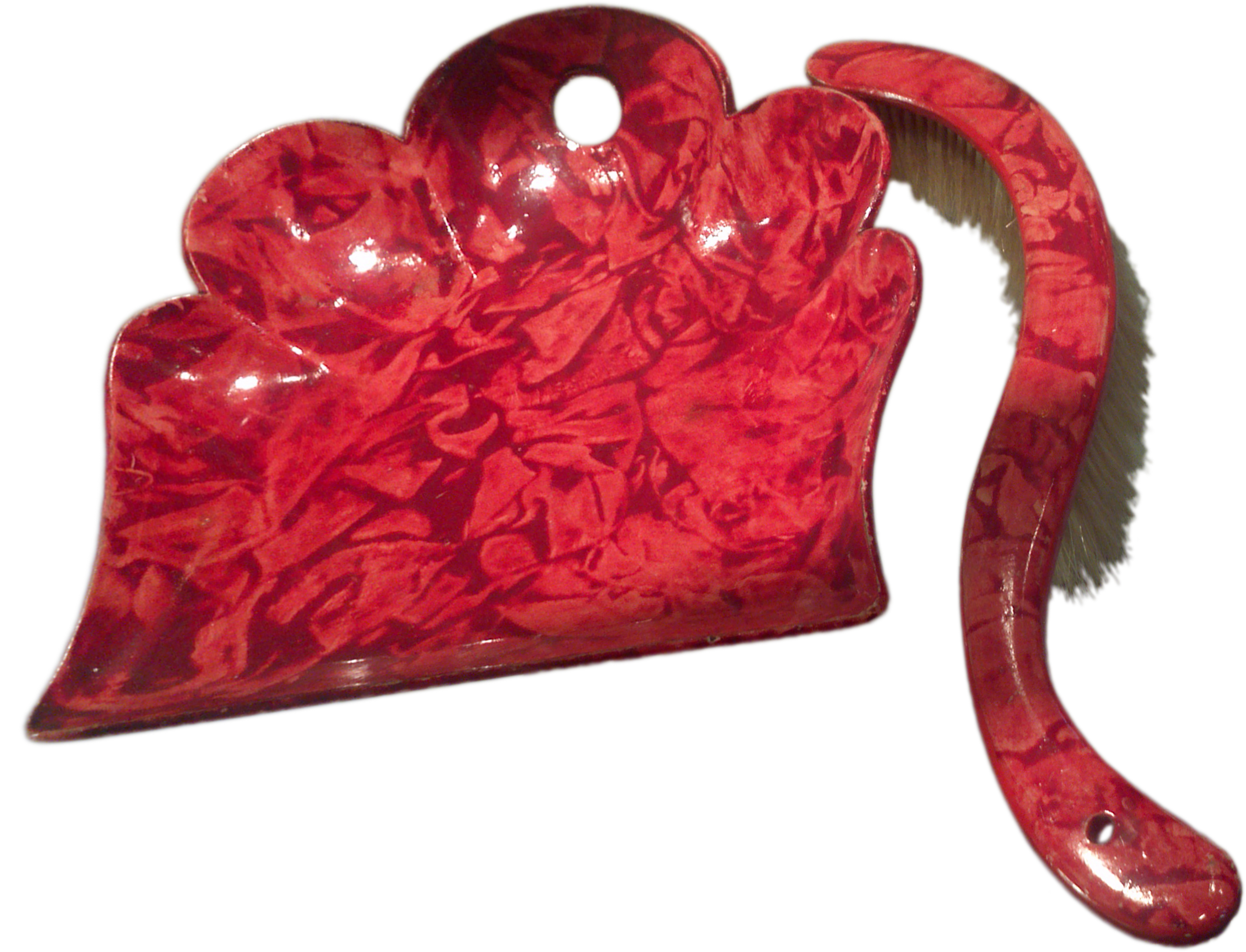
Krümelschaufel mit marmoriertem Dekor
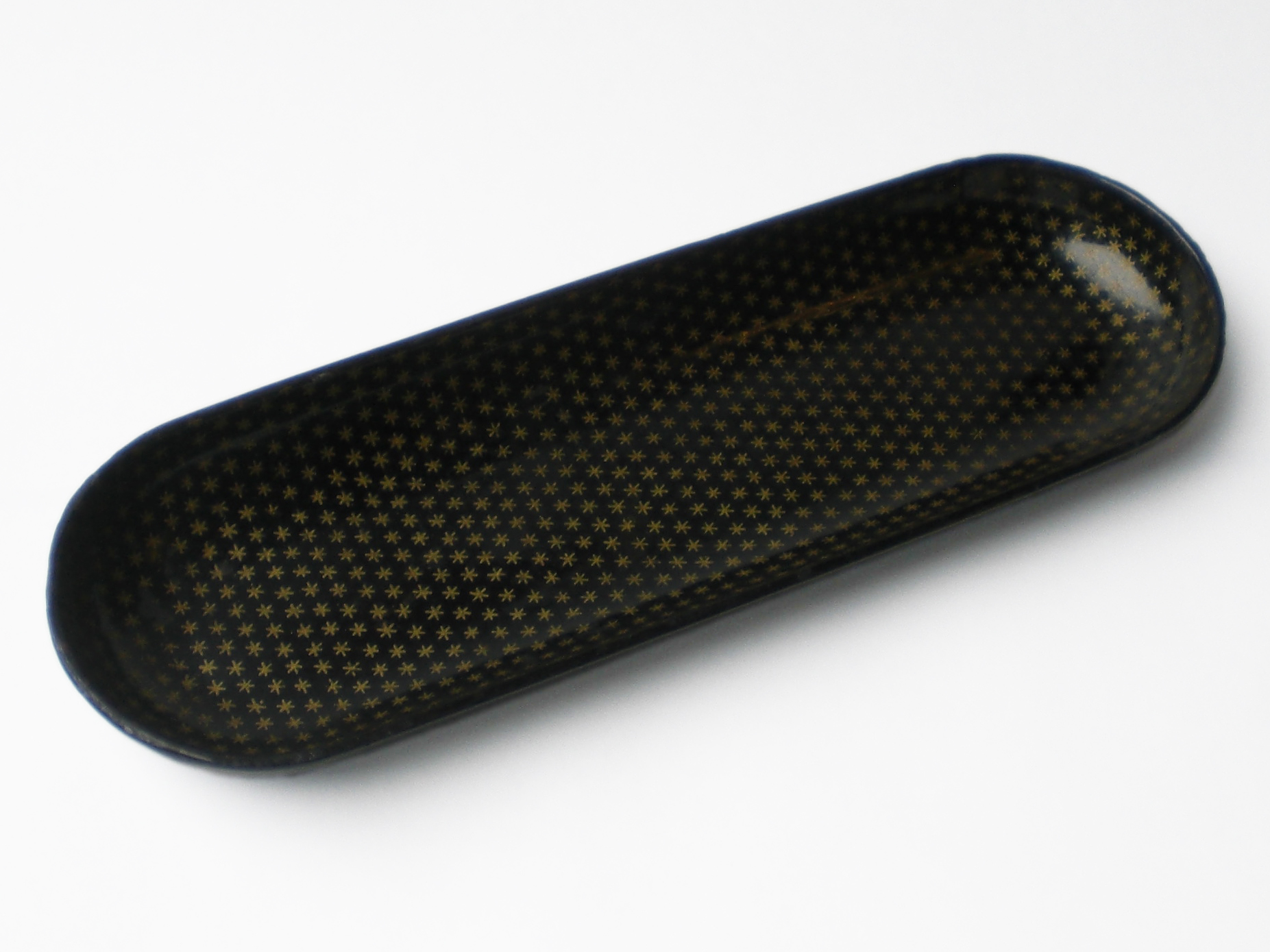
Federschale mit goldenen Sternchen
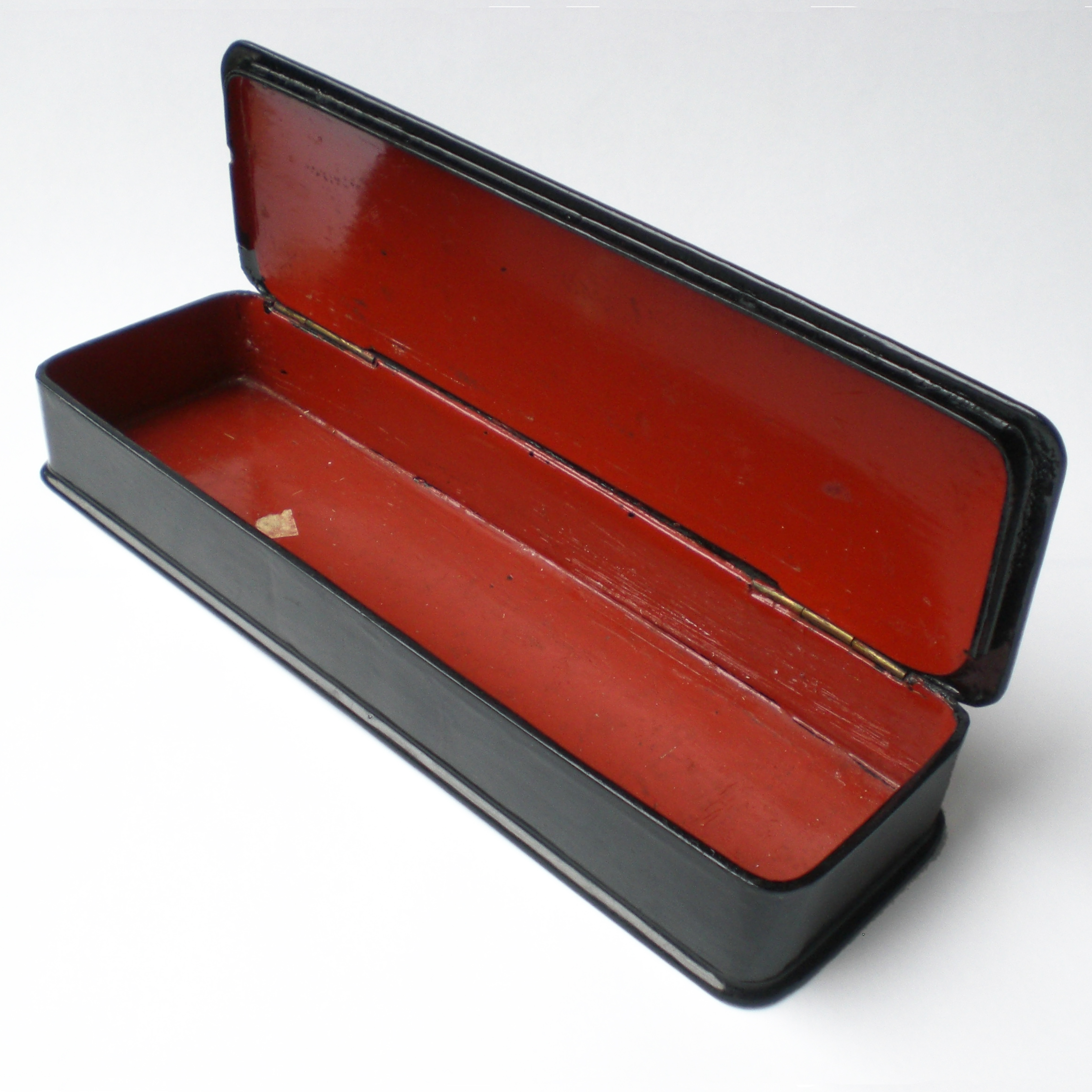
Handschuhkiste, innen und außen gelackt

## Weitere Familienmitglieder
Ausgehend von dem ältest-bekannten Familienmitglied Johann Michael Adt spaltet sich bei seinen Kindern ein Rubenheimer und ein Ensheimer Zweig, von der die Pappmachédynastie Adt entstanden ist. Viele Nachkommen beider Zweige wanderten aus, vor allem nach Frankreich, aber auch nach Italien, sogar in die Vereinigten Staaten und nach St. Petersburg, letztere kehrten aber nach Deutschland zurück. In einem umfangreichen Sammelband von Kurzbiografien hat der Autor Daniel Adt 1126 Namensträger der Familie erforscht und erfasst.